# Red Hot Chili Peppers
Red Hot Chili Peppers, ibland kända som The Chili Peppers eller förkortat RHCP, är en amerikansk rockgrupp bildad 1983 i Los Angeles, Kalifornien. Bandet har genom åren utvecklat en karaktäristisk stil som kombinerar rock, funk och psykedelisk rock. Bandet består av grundarna Anthony Kiedis (sång) och Michael "Flea" Balzary (basgitarr), samt trummisen Chad Smith och gitarristen John Frusciante. Red Hot Chili Peppers är med över 100 miljoner album sålda världen över ett av världens bäst säljande band. Gruppen har vunnit sex Grammy Awards, och är ett av de mest framgångsrika alternativa rockbanden i historien och innehar för närvarande rekorden för flest topplaceringar (14), flest sammanlagda veckor som nummer ett (85), och flest topp 10-låtar (25) på Billboards Alternative Songs. 2012 blev de invalda i Rock and Roll Hall of Fame and Museum och 2022 fick de en stjärna på Hollywood Walk of Fame.
Den första uppsättningen av bandet bestod, förutom Kiedis och Flea, av gitarristen Hillel Slovak och trummisen Jack Irons. Då Slovak och Irons hade åtaganden med andra band, medverkade de inte på bandets självbetitlade debutalbum (1984). Cliff Martinez spelade trummor på bandets två första studioalbum (Irons spelade på det tredje), och gitarristen Jack Sherman medverkade på debutalbumet. Slovak spelade på bandets andra och tredje album, Freaky Styley (1985) och The Uplift Mofo Party Plan (1987), men dog av en överdos av heroin 1988. Slovaks död gjorde att Irons valde att lämna gruppen.
Gitarristen DeWayne McKnight togs in för att ersätta Slovak. Hans sejour i bandet blev dock kortlivad och han ersattes snart av John Frusciante 1988. Trummisen D.H. Peligro, som tidigare spelat i Dead Kennedys, ersatte Irons, men även hans tid i bandet var kort. Han ersattes samma år av Chad Smith. Uppsättningen med Flea, Kiedis, Frusciante och Smith var den uppsättning som höll längst, och spelade in totalt fem studioalbum, med Mother's Milk (1989) som det första. 1990 skrev bandet på för Warner Bros. Records och spelade in albumet Blood Sugar Sex Magik (1991) tillsammans med producenten Rick Rubin. Detta album blev bandets första kommersiella succé. Frusciante blev obekväm med bandets framgångar och lämnade tvärt bandet, mitt under en pågående turné 1992.
Efter två temporära gitarrister, gick Dave Navarro från Jane's Addiction med i bandet och medverkade på det efterföljande albumet One Hot Minute (1995). Trots att det var kommersiellt framgångsrikt, blev albumet inte lika omtyckt bland kritiker och blev inte lika populär som föregångaren, och sålde mindre än hälften av vad Blood Sugar Sex Magik gjorde. Navarro sparkades från bandet 1998. Frusciante, som precis lämnat rehab på grund av drogproblem, återvände till gruppen samma år, vilket Flea önskat. Den återförenade kvartetten spelade in Californication (1999), vilket kom att bli bandets största  kommersiella framgång med 16 miljoner exemplar sålda världen över. Albumet följdes upp av By the Way (2002) tre år senare och dubbelalbumet Stadium Arcadium (2006) ytterligare fyra år senare. Efter en världsturné tog bandet ett längre uppehåll.
Frusciante meddelade 2009 att han lämnat bandet för att fokusera på sin solokarriär. Klinghoffer, som turnerat med bandet under Stadium Arcadium Tour, och arbetat med Frusciante på dennes soloprojekt blev därefter ny gitarrist i bandet. Red Hot Chili Peppers tionde studioalbum, I'm with You, gavs ut 2011 och toppade listorna i 18 olika länder. Bandet turnerade därefter till 2014 och gjorde ett framträdande tillsammans med Bruno Mars under Super Bowl XLVIII. Den 17 juni 2016 gavs bandets elfte studioalbum, The Getaway, ut som producerades av Danger Mouse. Detta var första gången sedan utgivningen av Mother's Milk som någon annan än Rick Rubin producerat ett av gruppens album. I december 2019 meddelades det att Frusciante återvänt till bandet och därmed ersatt Klinghoffer. 2022 gavs gruppens tolfte studioalbum ut, Unlimited Love.
Några av gruppens populäraste låtar är "Give It Away", "Under the Bridge", "Around the World", "Otherside", "Californication", "By the Way" och "Dani California". Red Hot Chili Peppers har sålt över 85 miljoner album världen över.

## Historia

### 1983–1988: De första åren
Red Hot Chili Peppers bildades i Los Angeles av sångaren Anthony Kiedis, gitarristen Hillel Slovak, basisten Michael "Flea" Balzary, och trummisen Jack Irons, som alla var klasskamrater på Fairfax High School. Gruppen gick till en början under namnet Tony Flow and the Majestic Masters of Mayhem, och deras första konsert hölls inför en publik på cirka 30 personer då man agerade förband till Gary and Neighbor's Voices. Man inspirerades av punk- och funkgrupper såsom The Contortions och Defunkt, och under denna konsert improviserade bandet all musik medan Kiedis rappade en dikt han skrivit, "Out in L.A.". Vid denna tid hade Slovak och Irons tidigare åtaganden med ett annat band, What Is This? men då framträdandet var så livligt, ombads bandet att komma tillbaka veckan därpå. På grund av denna oväntade framgång bytte man namn till Red Hot Chili Peppers och började spela på flera olika klubbar i Los Angeles. Sex låtar från dessa konserter återfanns på bandets första demo.
I november 1983 fick bandet ett skivkontrakt med EMI America och Enigma Records. Två veckor tidigare hade What Is This? också fått ett skivkontrakt, med MCA Records. Slovak och Irons såg fortfarande Red Hot Chili Peppers enbart som ett sidoprojekt och lämnade bandet i december 1983 för att fokusera på What Is This?. I stället för att upplösa bandet rekryterade Kiedis och Flea nya medlemmar. Fleas vän Cliff Martinez, som också var medlem i punkbandet The Weirdos, ersatte Irons. Bandet höll auditions för en ny gitarrist men beslutade efter några få repetitioner att The Weirdos gitarrist Dix Denney inte passade gruppen. Därefter anlitade man Jack Sherman som Slovaks ersättare.
Bandet släppte sitt självbetitlade debutalbum, Red Hot Chili Peppers den 10 augusti 1984. Även om skivan inte satte några försäljningsrekord, fick den speltid på collegeradio och MTV hjälpte till att bygga upp en fanskara, och albumet sålde slutligen i drygt 300 000 exemplar. Gang of Fours gitarrist Andy Gill, som producerade albumet, "samtyckte inte [om bandets] musikaliska estetik eller ideologi", och hamnade ständigt i gräl med bandet om hur albumet skulle låta. Kiedis sade att "Andys grej var att man skulle ha en hit till varje pris, [...]" Trots tveksamheter från Kiedis och Flea, fick Gill bandet att spela med ett renare, skarpare, mer radiovänligt sound. Bandet var missnöjt med albumets sound och kände att det var alltför polerat. Gwen Dickey, sångaren från den framgångsrika funkgruppen Rose Royce, medverkade på albumet. Bandet inledde därefter en lång turné med 60 konserter på 64 dagar. Under denna turné växte spänningarna mellan Kiedis och Sherman. När turnén avslutades i oktober 1984 fick Sherman sparken och Hillel Slovak, som just hade lämnat What Is This?, återvände till bandet i början av 1985.

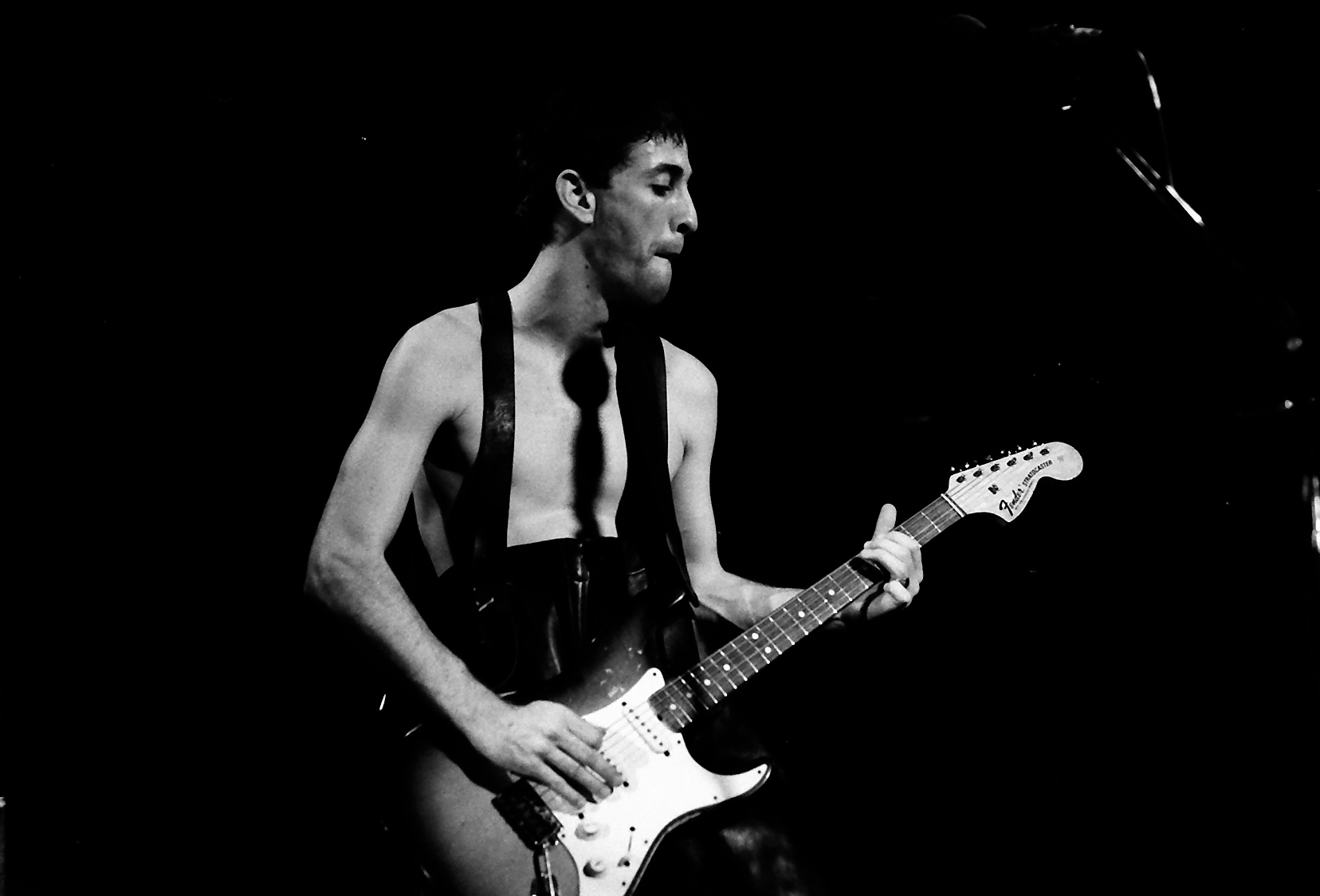
Bandets originalgitarrist Hillel Slovak avled 1988.

George Clinton producerade bandets nästa album, Freaky Styley. Clinton kombinerade olika delar av punk och funk i bandets repertoar, vilket införlivade en mängd olika stilar i musiken. Maceo Parker och Fred Wesley medverkade på flera av låtarna på albumet. Under inspelningen av albumet missbrukade bandet heroin, vilket påverkade såväl texterna som albumet musikaliska riktning. Bandet hade en mycket bättre relation med Clinton än vad man hade med Gill, men Freaky Styley, som gavs ut den 16 augusti 1985, nådde inga större framgångar och tog sig inte in på någon hitlista. Trots bristen på framgång var bandet nöjt med Freaky Styley, men den efterföljande turnén ansågs vara improduktiv för bandet. Bandet dök 1986 upp i filmen Thrashin' (med Josh Brolin i huvudrollen) och framförde låten "Blackeyed Blonde" från Freaky Styley. Under samma period medverkade bandet även i filmen Tough Guys med Burt Lancaster och Kirk Douglas med låten "Set It Straight".
Under våren 1986 beslutade man sig för att påbörja arbetet med sitt kommande album. EMI gav bandet en budget på 5 000 dollar för att spela in en demo, och bandet valde att arbeta med producenten Keith Levene då han delade bandets intresse för droger. Levene och Slovak tog beslutet att lägga undan 2 000 dollar från budgeten att istället lägga på heroin och kokain, vilket skapade spänningar mellan bandmedlemmarna. Martinez "hjärta fanns inte längre i bandet", så han sparkades, mot sin vilja, av Kiedis och Flea. Efter att Martinez sparkats i april 1986 återvände originaltrummisen Jack Irons till Kiedis, Flea, och Slovaks stora överraskning. Detta var första gången alla fyra ursprungliga medlemmarna var tillsammans sedan 1983. Under inspelningen och den efterföljande turnén av Freaky Styley, hade Kiedis och Slovaks heroinmissbruk eskalerat. På grund av sitt missbruk hade Kiedis "inte samma driv eller önskan att komma med idéer eller texter" och "sov bokstavligen" på bandets repetitioner. Han sparkades under en kort period ut ur bandet efter turnén, och fick en månad för att rehabilitera.
Kiedis motiverades att bli kvitt sina drogproblem efter att bandet vunnit "Band of the Year Award" i tidningen LA Weekly. Efter att ha ringt sin mor för att få råd, skickade hon honom på drogrehabilitering. Efter sin tid på rehab kände han, på grund av sin nyvunna nykterhet, en "helt ny våg av entusiasm" och skrev texten till "Fight Like a Brave" på flygplanet hem. Han återvände till Red Hot Chili Peppers i Los Angeles för att spela in gruppens nästa album, The Uplift Mofo Party Plan. Gruppen försökte anställa Rick Rubin som producent, men han tackade nej. Bandet anlitade slutligen sitt sista val, Michael Beinhorn. Kiedis satte sig med Beinhorn för att diskutera inspelningen av albumet. Kiedis planerade att spela in albumet på tio dagar och skriva låtar under inspelningssessionerna. Låtarna skrevs snabbt, albumet tog form och blandade samma funkkänsla som Freaky Styley, med ett hårdare, mer direkt närmande till punkrock.
Skivan spelades in i källaren i Capitol Records Building. Inspelningsprocessen för skivan var svår: Kiedis försvann ofta, på jakt efter droger. Efter att ha varit nykter i 50 dagar, beslutade sig Kiedis för att ta droger igen för att fira sin nya musik. Hans droganvändning gjorde början av inspelningsprocessen "till en röra", men man såg ändå denna period som en bra tid för bandet. Bandet inspirerades musikaliskt av Jack Irons återkomst, som hade "ett så viktigt och annorlunda inslag i vår kemi." Slovak hjälpte Kiedis att spela sin sången på albumet, och mellan tagningar sprang han runt i studion av upphetsning och sa "det här är det vackraste vi någonsin gjort."
The Uplift Mofo Party Plan gavs ut den 29 september 1987 och blev bandets första album att ta sig in på någon topplista. Trots att det endast nådde plats 148 på Billboard 200, var detta en betydande framgång jämfört med de två första albumen. Under denna period hade dock både Kiedis och Slovak allvarliga drogproblem och övergav ofta bandet, varandra, och närstående i flera dagar i sträck. Slovaks missbruk ledde till hans död den 25 juni 1988, kort efter att turnén för albumet avslutats. Kiedis lämnade Los Angeles och närvarade inte under Slovaks begravning (vilket refereras i låten "This Is the Place"), och såg situationen som surrealistisk och drömlik. Efter att ha återvänt till Los Angeles hade Kiedis, Flea och Irons ett möte med managern Lindy Goetz för att räkna ut vad man skulle göra härnäst. Irons bestämde sig för att lämna bandet då han inte ville vara en del av en grupp där hans vänner dör. Irons, som kämpade under flera år med depression, blev senare medlem i grungebandet Pearl Jam. Då Slovak avlidit och Irons slutat, diskuterade Kiedis och Flea om de skulle fortsätta göra musik, och beslutade sig i slutändan att gå vidare i hopp om att fortsätta med det Slovak "hjälpt till att bygga".

### 1988–1992:Mother's MilkochBlood Sugar Sex Magik
Efter att ha förlorat två medlemmar började Flea och Kiedis leta efter nya musiker. Strax efter att Irons lämnat bandet togs DeWayne "Blackbyrd" McKnight, som tidigare varit medlem i Parliament-Funkadelic, som Slovaks ersättare. McKnight hade tidigare under en kort tid spelat med bandet när Slovak tillfälligt fått sparken. D.H. Peligro från punkrockbandet Dead Kennedys ersatte Irons. Kiedis och Flea hade länge varit vänner med Peligro och de tre hade också haft ett skämtband tillsammans – Three Little Butt Hairs. Med en ny uppsättning beslutade sig Kiedis för att åter äntra rehab för att få ordning på sitt drogproblem. Kiedis lämnade rehab 50 dagar och var då redo att återuppta sin karriär med bandet. Efter tre konserter på en turné, fick McKnight sparken då den rätta kemin mellan honom och de tre övriga saknades. McKnight spelade in en låt med bandet, "Blues för Meister", som sjöngs av Flea. McKnight blev så upprörd av att ha sparkats att han hotade att bränna ner Kiedis hus.
Strax efter att McKnight sparkats, introducerade Peligro Kiedis och Flea för gitarristen John Frusciante. Kiedis hade träffat Frusciante drygt ett år tidigare utanför en av bandets konserter. Frusciante var till en början inriktad på provspela för bandet Thelonious Monster, men Kiedis sade genast att han visste att Frusciante skulle vara med i bandet. Frusciante var ett Red Hot Chili Peppers och var enligt Flea "en riktigt begåvad och kunnig musiker. Han [Frusciante] vet all skit jag inte vet. Jag vet i stort sett ingenting om musikteori och han studerat det till döds, inifrån och ut. Han är en mycket disciplinerad musiker, allt han bryr sig om är hans gitarr och hans cigaretter." Frusciante spelade sin första konsert med bandet den 17 september 1988. Den nya sättningen började omedelbart skriva ny musik för nästa album och åkte ut på en kort turné som man döpte 'Turd Town Tour'. I november samma år sparkade dock Kiedis och Flea trummisen Peligro på grund av sina drog- och alkoholproblem. Likt McKnight så tog inte Peligro emot nyheten väl. Det var Fleas tur att meddela Peligro och det blev värre än bandet kunnat föreställa sig. Flea blev sängliggandes i flera dagar efter det tuffa beslutet. Flera år senare sade Kiedis att det var ett av de tuffaste besluten bandet någonsin tagit, men Kiedis blev en stor del av Peligros väg till nykterhet, som började direkt efter att han blivit sparkad.

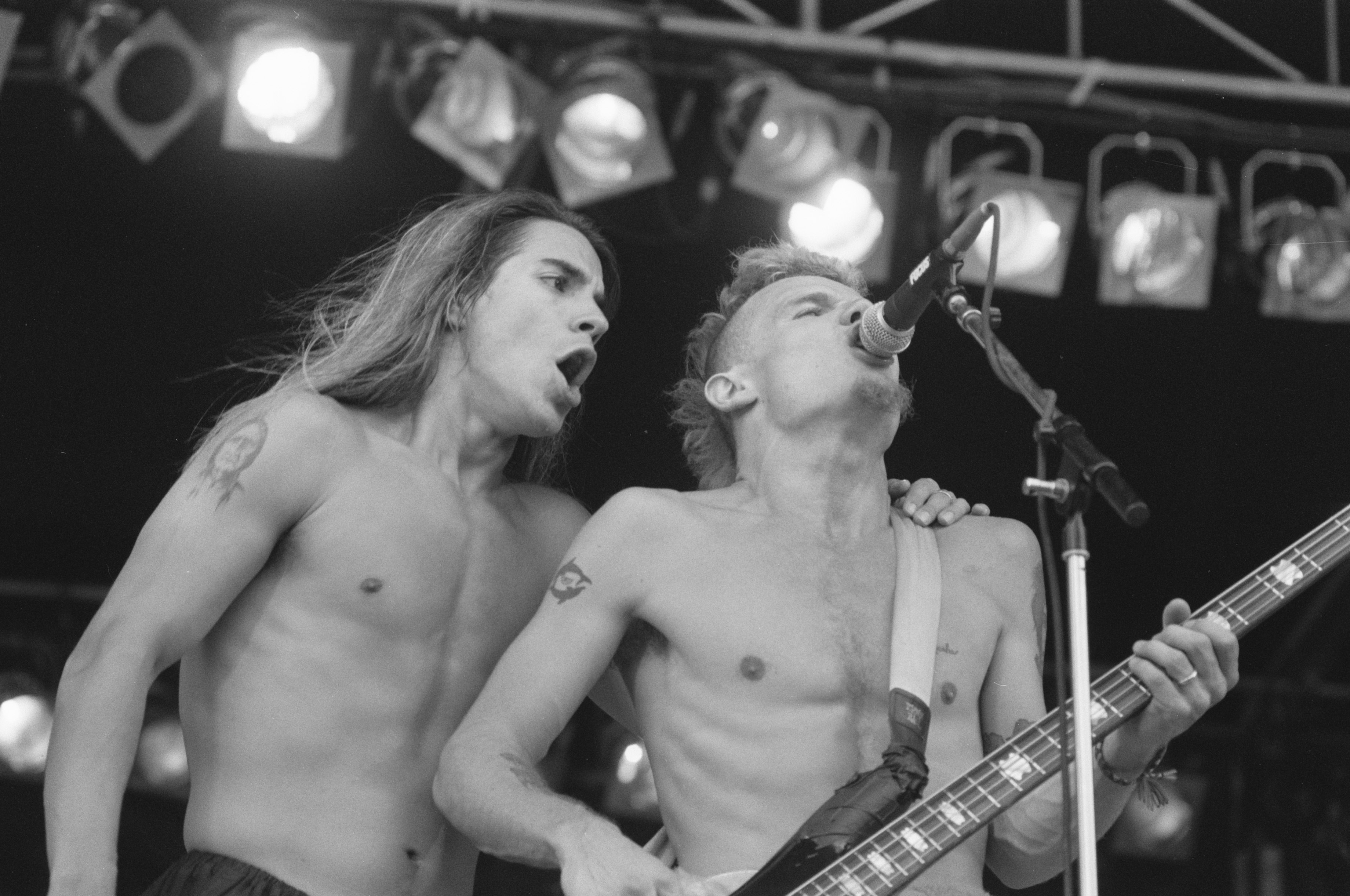
Anthony Kiedis och Flea live med Red Hot Chili Peppers i Amsterdam 1989.

Chili Peppers var återigen utan trummis och tvingades hålla öppna auditions. Denise Zoom, en vän till bandet, föreslog Chad Smith och hävdade att han var den bästa trummis hon någonsin hade sett – att han åt trummor till frukost. Bandet gick med på att provspela med Smith, men han var sen och den sista som provspelade. Kiedis påminde sig om första gången han såg Smith: "jag såg denna stora tölp gående längs gatan med en riktigt ful Guns N' Roses-frisyr och kläder som inte skrek 'jag har stil'". Från det ögonblick de började spela, klickade Smith och Flea omedelbart och bandet visste att de hittat rätt trummis. Kiedis sa att Smith skulle få jobbet på ett villkor: som en initiering till bandet var Smith tvungen att klippa sitt långa heavy metal-liknande frisyr. Smith vägrade dock och han anställdes ändå, som bandets fjärde trummis, den 3 december 1988.
Till skillnad från sessionerna för The Uplift Mofo Party Plan, där Kiedis ofta försvann för att söka narkotika, gick förproduktionen för Mother's Milk smidigt. Bandet spelade in grunderna under mars och början av april 1989 på Hully Gully Studios i Silver Lake; låtar som "Knock Me Down" formades efter jamsessioner utan någon hjälp från producenten Michael Beinhorn. Trots att sessionerna för bandets tidigare studioalbum varit stress- och konfliktfyllda, var sessionerna för Mother's Milk var särskilt obekväma då Beinhorn önskade skapa en hit. Frusciante och Kiedis blev frustrerade av producentens attityd. I april 1989 inledde bandet en kort turné.
Mother's Milk gavs ut den 16 augusti 1989 och nådde plats 52 på Billboard 200 i USA. Skivan misslyckats med att ta sig in på listor i Europa, men klättrade till plats 33 i Australien. "Knock Me Down" nådde plats 6 på Modern Rock Tracks medan "Higher Ground" som bäst nådde plats 11: den senare av de två visade sig dock till slut bli mer framgångsrik då den tog sig in på hitlistor utomlands. I Storbritannien nådde låten plats 54, medan den i Australien och Frankrike nådde plats 45 som bäst. Mother's Milk guldcertifierades av Recording Industry Association of America i slutet av mars 1990 – det har sedan dess certifierats för platina.

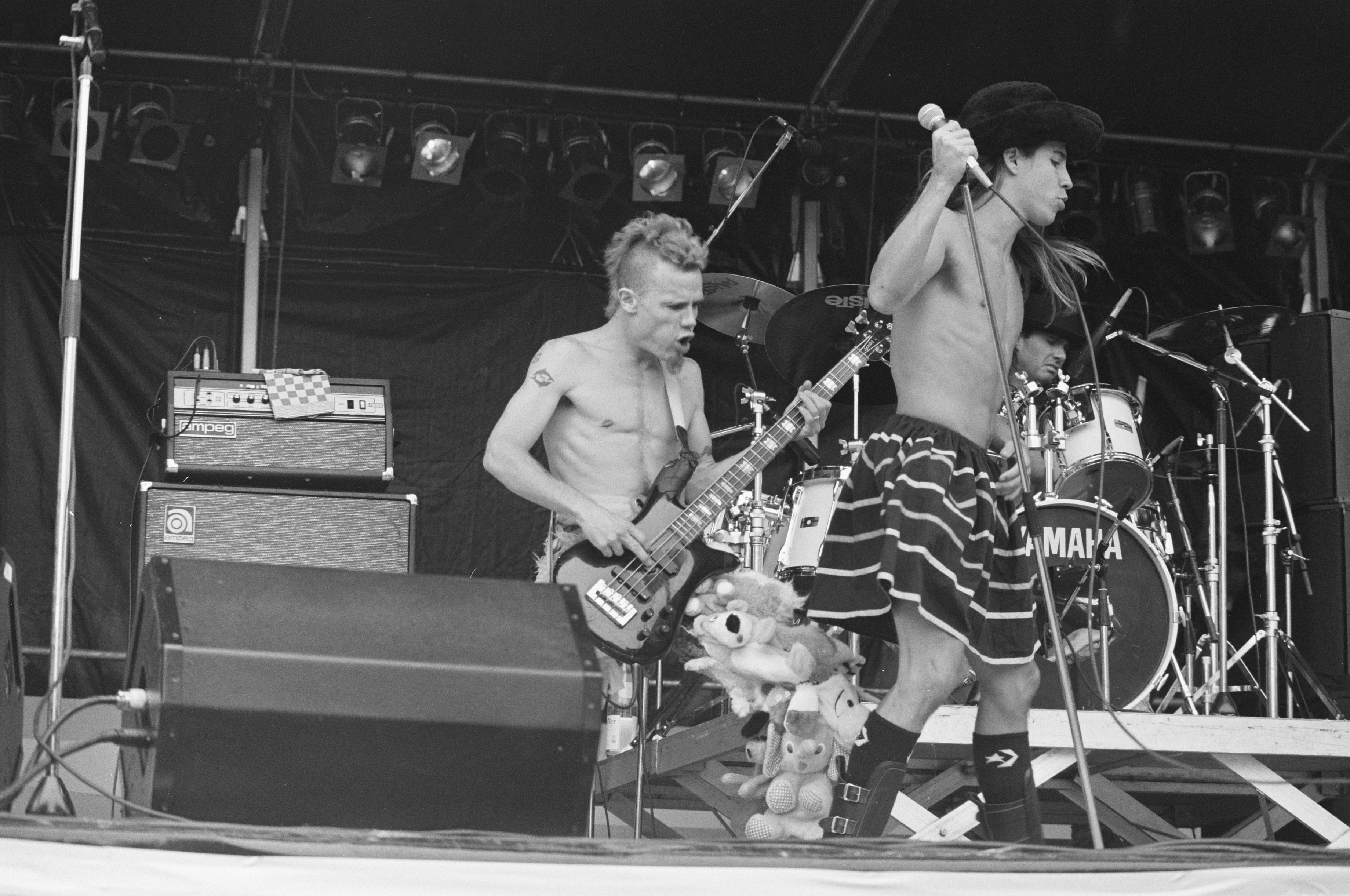
Red Hot Chili Peppers live 1989. Från vänster: Flea, Anthony Kiedis och Chad Smith.

Efter framgången med Mother's Milk, hade gruppen 1990 tröttnat på EMI och trädde in ett stort budgivningskrig mellan olika skivbolag. Man underteckna till slut ett avtal med Warner Bros. Records och anlitade Rick Rubin att producera det då obetitlade femte studioalbumet. Rubin kom därefter att producera bandets fem efterföljande studioalbum, men tackade ursprungligen nej till bandet 1987 på grund av Kiedis och Hillels drogproblem. Den här gången kände Rubin att bandet var på en bättre plats och mycket mer fokuserat. Låtskrivarprocessen för detta album var långt mer produktivt än det hade varit för Mother's Milk, och Kiedis påstod: "[varje dag] fanns ny musik för mig att sätta text på".
Bandet tillbringade sex månader med att spela in det nya albumet, med långa perioder av repetitioner, låtskrivande och inkubera idéer. Men Rubin var missnöjd med en vanlig inspelningsstudio och tänkte att bandet kreativa produktion skulle fungera bättre i en mindre ortodox miljö. Rubin föreslog herrgården som magikern Harry Houdini en gång bott i, vilket de enades om. En arbetslag anlitades för att installera en inspelningsstudio och övrig utrustning som krävdes för att producera i huset. Bandet beslutade sig för att stanna på herrgården under hela inspelningssessionen. Smith vägrade dock då han var övertygad om att det spökade i huset. Han åkte istället dit varje dag med sin motorcykel. Frusciante höll med Smith och sade "det finns definitivt spöken i huset", men till skillnad från Smith kände Frusciante att de var "mycket vänliga. Vi [bandet] får inget annat än varma vibbar och lycka vart vi än går i detta hus."
Rubin är den nuvarande ägaren av studion som kallas för The Mansion. Under produktionen gick bandet med på att låta Fleas svåger videodokumentera den kreativa processen. När inspelningen av albumet var klart, släppte Red Hot Chili Peppers filmen, under titeln Funky Monks. Bandet kunde inte besluta sig för en titel på albumet, men enligt Rubin var det en viss låttitel, "Blood Sugar Sex Magik", som "helt klart [var] den bästa titeln".
Blood Sugar Sex Magik gavs ut den 24 september 1991. "Give It Away" släpptes som albumets första singel; Den blev så småningom en av bandets största och mest välkända låtar, och vann en Grammy Award 1992 för "Best Hard Rock Performance With Vocal" och blev också bandets första singeletta på Modern Rock Charts i USA. Balladen "Under the Bridge" gavs ut som nästa singel, och nådde plats 2 på Billboard Hot 100 – bandets högsta placering på den listan. Även "Breaking the Girl" och "Suck My Kiss" gavs ut som singlar. Albumet har sålt i över 12 miljoner exemplar. Blood Sugar Sex Magik rankades som nummer 310 i tidningen Rolling Stones lista över de 500 bästa albumen genom tiderna. 1992, nästan ett år efter att albumet givits ut, steg det till nummer 3 på albumlistan i USA.

### 1992–1998: John Frusciantes avhopp ochOne Hot Minute
Den oväntade framgången vände omedelbart Red Hot Chili Peppers till rockstjärnor. Frusciante kämpade för att klara av sin nyvunna berömmelse. Strax efter albumets utgivning började han ogilla bandets popularitet, samtidigt som personliga problem mellan Kiedis och Frusciante började utvecklas. Enligt Kiedis brukade han och Frusciante ha hetsiga diskussioner backstage efter konserter: "John kunde säga 'Vi är för populära. Jag behöver inte vara på denna framgångsnivå. Jag skulle vara stolt över att spela denna musik på klubbar som ni gjorde för två år sedan.'" De sista konserterna med Frusciante var en enda röra då Frusciante var så frånkopplad från bandet. Han ändrade ofta sättet han spelade på vissa låtar, vilket gjorde relationen till Kiedis än mer ansträngd. Frusciante började vid denna period också få svåra drogproblem, vilket de andra inte kände till, och stängde sig ute från alla förutom sin flickvän. Frusciante lämnade bandet abrupt i maj 1992, bara timmar innan en konsert under en pågående turné i Japan. Bandet tillfrågade Dave Navarro, som just hade lämnat Jane's Addiction, men själv hade egna problem med droger, att ersätta Frusciante. Gruppen repeterade därefter med Zander Schloss, men bestämde sig efter ett par dagar att han inte passade i bandet. Gitarristen Arik Marshall, från bandet Marshall Law, anlitades för att ersätta Frusciante och bandet headlineade festivalen Lollapalooza med Marshall 1992. Marshall medverkade också i musikvideorna för "Breaking the Girl", "If You Have to Ask" och i avsnittet "Krusty Gets Kancelled" av tv-serien The Simpsons.
I september 1992 framförde bandet "Give It Away" på MTV Video Music Awards. Red Hot Chili Peppers var nominerade i sju olika kategorier, varav man vann tre: "Breakthrough Video" och "Best Art Direction in a Video" (båda för "Give It Away"), samt "Viewer's Choice" ("Under the Bridge"). Den 24 februari 1993 vann gruppen sin första Grammy Award med låten "Give It Away", som man också framförde under kvällen tillsammans med George Clinton & the P.Funk All-Stars and Weapon of Choice. Framträdandet var bandets sista för turnén för Blood Sugar Sex Magik och blev också Marshalls sista framträdande i bandet. Man hade planerat att spela in nästa studioalbum med Marshall, men då han ofta var upptagen med andra åtaganden sparkades han. Därefter höll man öppna auditions för att hitta en ny gitarrist. En av de sökande var Buckethead – bandet gillade honom trots att han påstod att han aldrig hört talas om Red Hot Chili Peppers. Gruppen saknade fortfarande en gitarrist när Kiedis en kväll fick syn på Jesse Tobias, från bandet Mother Tongue, på en klubb. Kiedis kände att Tobias var rätt man för bandet, varpå han fick jobbet efter ett antal provspelningar. Hans tid i bandet blev dock kortlivad då resten av bandet kände att "kemin inte stämde". Kort därefter informerade Smith resten av bandet att Navarro nu åter var tillgänglig. Han tillfrågades och tackade ja.

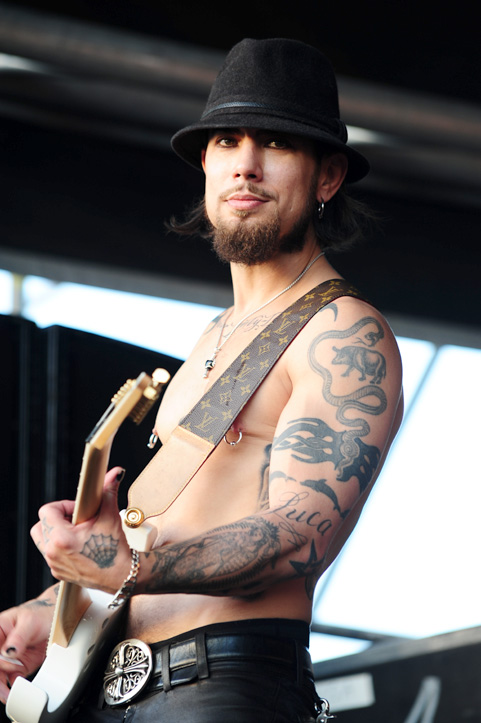
Dave Navarro var gruppens gitarrist mellan 1993 och 1998.

Navarro gjorde sitt första framträdande med bandet på Woodstock '94. Under början av konserten bar gruppen enorma glödlampsliknande kostymer, vilket gjorde det svårt för dem att spela på sina instrument. Navarro hatade denna utstyrsel, men gick ändå med på det. Under konserten spelade man flera nya låtar, "Warped", "Aeroplane" och "Pea". Låtarna var dock i ett tidigt stadium av låtskrivarprocessen och texterna skiljde sig en del från de slutliga versionerna. Konserten följdes upp av en kort turné, med framträdanden på Pukkelpop och Reading Festival, samt två konserter där man var förband åt The Rolling Stones. Enligt Kiedis var det dock en fruktansvärd upplevelse att öppna för Rolling Stones. Utåt sett såg bandet välmående ut, men relationen mellan Navarro och de tre andra medlemmarna blev allt mer ansträngd. Navarros musikaliska bakgrund skiljde sig mycket från de andras och var ett problem för bandet. Navarro medgav att han inte hade något större intresse för funk eller jam. Kiedis kämpade vid den här tiden också med sitt heroinberoende: vid ett tandläkarbesök i Beverly Hills hade ett beroendeframkallande medel använts, vilket medförde att han fick ett drogåterfall – något som bandet fick reda på långt senare.
Navarros medverkan och Kiedies fortsatta drogberoende satte djupa spår i bandet och i soundet på nästa studioalbum, One Hot Minute. Utan Frusciante i bandet, tog det längre tid för gruppen att skriva låtar. Att arbeta med Frusciante hade blivit något som Kiedis tagit för givet: "John var speciell när det kom till att skriva låtar. Han gjorde det enklare än Hillel att skapa musik, trots att jag känt Hillel i åratal. Jag tänkte att det var så det var för alla gitarrister, att man visade dem dina texter, sjöng en liten bit och att man direkt efteråt hade en låt. Det hände inte med Dave." För att kompensera detta, åkte Kiedis och basisten Flea på flera semesterresor tillsammans där de skrev flera hela låtar tillsammans. När Kiedis ofta saknades när man skulle spela in, på grund av drogproblem eller att han hade svårt att skriva texter, tog Flea ett större ansvar i skrivarprocessen och skrev flera texter – och sjöng också på låten "Pea".
Navarros enda album med bandet, One Hot Minute, gavs ut den 12 september 1995 efter många förseningar och bakslag. Navarros medverkan hade skapat en stilistisk avvikelse i bandets sound, som nu präglades av heavy metal-riff och inslag av psykedelisk rock. Bandet beskrev albumet som ett mörkare och ledsnare album, jämfört med tidigare album, och blev inte lika hyllat som Blood Sugar Sex Magik. Många av Kiedis texter handlade om droger, inklusive albumet första singel, "Warped". Kiedis blev chockad att ingen annan i bandet förstod att han åter var drogberoende. Avslutade relationer och dödsfall av släkt och vänner spelade också en viktig roll i albumets mörkare ton och texter. Balladen "Tearjerker" var skriven om Kurt Cobain, medan "Transcending", som är skriven av Flea, handlar om hans bortgångne vän River Phoenix. Trots blandade recensioner blev albumet en kommersiell framgång. Det har sålts i över åtta miljoner exemplar världen över, och balladen "My Friends" blev bandets tredje singeletta. Även låtarna "Warped" och "Aeroplane" gick bra på singellistorna. Man medverkade också på flera soundtrack. "I Found Out", en cover på John Lennon, gavs ut på albumet Working Class Hero: A Tribue to John Lennon. Ytterligare en cover, "Love Rollercoaster", som spelades in av Ohio Players, gavs ut på soundtracket till Beavis and Butt-head Do America och släpptes också som singel.
Bandet påbörjade sin turné för One Hot Minute i Europa den 27 september 1995 och spelade totalt 16 konserter. Därefter skulle en USA-turné följa, men sköts upp efter att Chad Smith brutit handleden. Bandet övervägde att fullfölja turnén och tänkte ett tag ta in Jack Irons som ersättare för Smith, men man hade inte tillräckligt med tid för att repetera med någon ny och turnén bokades istället om till början av 1996. Bandet tillbringade den större delen av 1996 med konserter i USA och Europa. 1997 ställde bandet för första gången in många konserter, mest på grund av problem inom bandet. Vid denna tid var Flea utmattad, trött på att spela samma låtar varje kväll, och övervägde att lämna bandet, medan Kiedis nyligen hade varit inblandad i en motorcykelolycka. På grund av att han fick använda smärtstillande medel fick han återigen ett drogåterfall. 1997 spelade bandet endast en konsert. Detta var på den första upplagan av Fuji Rock Festival, den 26 juli. En stor tyfon drog över den dagen, men bandet spelade ändå. Konserten avslutades dock i förtid, på grund av stormen, efter åtta låtar. Detta kom att bli bandets sista konsert med Navarro, och på grund av Fleas tidigare kommentarer spekulerades det i om det var i slutet för bandet.
Efter att ha försökt att fortsätta med Navarro och spela in en uppföljare till One Hot Minute, försämrades situationen ytterligare. Navarro hade fortsatta drogproblem och gjorde ingen större insats för att skriva ny musik, vilket gjorde att bandet kände att det var dags att skiljas åt. I april 1998 bekräftades det att Navarro hade lämnat bandet på grund av kreativa skillnader: Kiedis hävdade att beslutet var "ömsesidigt". Rapporter från denna period gjorde dock gällande att Navarros avhopp kom efter att han dykt upp på en repetition drogpåverkad och vid ett tillfälle ramlat bakåt över sin förstärkare.

### 1998–2007: Frusciantes återkomst och ökad popularitet
Åren efter att Frusciante lämnat bandet utvecklade han ett heroinmissbruk, vilket påverkade både hans ekonomi och hälsa. Frusciante hade tappat kontakten med de flesta av sina vänner. Flea höll dock kontakten med honom, och fick Frusciante att skriva in sig själv på ett drogrehabiliteringscenter i januari 1998, vilket han därefter lämnade i februari samma år. Han ådrog sig många skador och problem under åren på grund av sitt missbruk, några av dessa skador krävde kirurgi, inklusive permanent ärrbildning på armarna, en omstrukturerad näsa, och en infektion i munnen som ledde till att tänderna fick tas bort och ersättas med implantat.
Efter att Navarro lämnat bandet i början av 1998, var Red Hot Chili Peppers nära att upplösas. Flea sade till Kiedis: "det enda sättet jag kan tänka mig att fortsätta [med Red Hot Chili Peppers] är om vi fick tillbaka John i bandet." Kiedis blev överraskad och trodde inte att Frusciante skulle vara intresserad av en återkomst då de båda hade olösta personliga problem från när Frusciante lämnade bandet 1992. Då Frusciante blivit kvitt sina sjukdomar och beroende, tyckte Kiedis och Flea att det var rätt läge att erbjuda honom en plats i bandet igen. Flea besökte Frusciante i april 1998 och frågade om han ville återansluta till bandet, varpå Frusciante svara: "inget i världen skulle göra mig gladare." Flea ordnade därefter ett möte mellan Kiedis och Frusciante, så att de både kunde försöka lösa eventuella problem. Inom en vecka hade bandets upplaga från 1988-1992 återförenats.

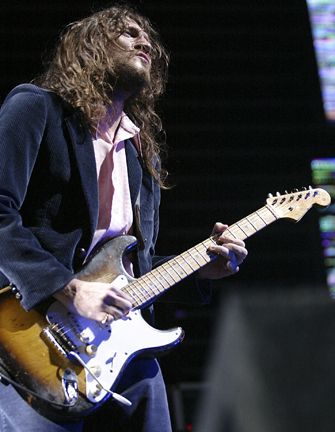
John Frusciante återvände till bandet 1998.

Trots bandets upprymdhet, var Frusciante sliten både psykiskt och fysiskt. Frusciante hade inte spelat med bandet sedan hans avgång och hade, med undantag för sina soloalbum, inte spelat gitarr på flera år. Han hade förlorat sina gitarrer i en villabrand, som han själv undgick med en hårsmån, och hade svårt att återuppta sitt tidigare liv. Det tog dock inte lång tid för Frusciante att komma tillbaka i rutinerna efter att gruppen börjat repa i Fleas garage. Man började arbeta på nya låtidéer och Frusciantes återkomst återställde en viktig komponent i bandets sound, samt en hälsosammare moral. Hans återkomst medförde också hans djupa hängivenhet till musik, som hade en inverkan på bandets inspelningsstil under sessionerna för det kommande albumet.
Den 8 juni 1999, efter över ett år av produktion och noggranna förberedelser, gavs Californication ut som bandets sjunde studioalbum. Albumet har sålt i över 16 miljoner exemplar och är bandets mest framgångsrika inspelning hittills.
Californication innehöll färre raplåtar än sina föregångare. Från albumet fick bandet tre nya ettor på Modern Rock Charts, "Scar Tissue", "Otherside" och Californication". Californication fick ett positivt mottagande bland kritiker till skillnad mot dess mindre populära föregångare, One Hot Minute, och nådde mycket större framgångar världen över. Många kritiker ansåg att framgången med albumet till stor del berodde på Frusciantes återkomst, men också för att Kiedis sånginsatser kraftigt förbättrats. Albumet listades senare som nummer 399 i tidningen Rolling Stones lista över de 500 bästa albumen genom tiderna.
För att promota det nya albumet gav bandet sig ut på en turné som varade i drygt två år. Gruppen spelade på Woodstock '99 i juli 1999 – en konsert som blev ökänd för de våldsamheter som följde. Drygt 10 minuter innan konserten blev de tillfrågade av Jimi Hendrix styvsyster att spela en cover av någon av hans låtar. Efter viss tvekan då de inte framfört låten på flera år, bestämde sig bandet för att spela "Fire", som de hade gjort en cover av på Mother's Milk. Av en tillfällighet utbröt en mindre brand i slutet av Chili Peppers set som sedan eskalerade till fullfjädrad vandalism och resulterade i ett ingripande av vakter och säkerhetspersonal. Situationen blev snabbt våldsam då närliggande bankomater och fordon plundrades och förstördes. Kiedis ansåg att "Det var tydligt att denna situation inte hade något att göra med Woodstock längre. Det var inte en symbol för fred och kärlek, utan av girighet och att tjäna pengar ... Vi vaknade upp till tidningsartiklar och radiostationer som skyllde på oss för att ha spelat "Fire"." Från denna turné gav bandet 2001 ut sin första konsert-DVD, Off the Map.
Arbetet med bandets nästa album, By the Way, påbörjades omedelbart efter att turnén för Californication avslutats våren 2001. Precis som med föregående album så skrevs en stor del av albumet i bandmedlemmarnas hem och andra platser där de repeterade. Kiedis om situationen: "vi började hitta en del magi och lite musik och några riff och några rytmer och några jam och några groove, och vi lade till saker till det och subtraheras från det och flyttade runt det och satte melodier till det." Frusciante och Kiedis samarbetade under denna period i flera dagar i sträck, diskuterade och delade gitarrföljder och texter. Kiedis sade: "när vi skrev By the Way ... var det en helt annan upplevelse än Californication. John var tillbaka till sitt rätta jag och var fullmatad med självförtroende."
Innan inspelningarna påbörjades, bestämde bandet sig återigen för att låta Rick Rubin producera albumet. Rubin hade tidigare låtit gruppen ha total frihet under inspelningsprocessen; det var viktigt för Red Hot Chili Peppers för att kunna skapa ett unikt album, och kunde, enligt de själva, endast hända om Rubin återvände. Till en början var albumet på väg åt ett helt annat sound än det som senare gavs ut. Albumet påbörjades med ett antal snabba hardcorepunklåtar, vilka Rubin förkastade. Frusciante ville ha ett mörkare sound, inspirerat av brittisk pop/new wave från 1980-talet, mixat med 1980-talets hardcore. Inspelningsprocessen var jobbig för Flea, som kände att hans roll minskat på grund av den musikaliska maktkampen med Frusciante. Flea vill skapa mer funkinspirerad musik medan Frusciante ansåg att bandet överutnyttjat dess funksida. Flea övervägde att lämna bandet efter albumet, men de två rätade så småningom ut alla problem.
By the Way gavs ut den 9 juli 2002 och innehöll singlarna "By the Way", "The Zephyr Song", "Can't Stop" och "Universally Speaking". By the Way är bandets mest dämpade album, som främst innehåller melodiska ballader i kontrast till deras tidigare rap-drivna funklåtar. Frusciante fokuserade också på en mer skiktad struktur på många av låtarna och lade keyboard och även stråkarrangemang på låtar som "Midnight" och "Minor Thing". Albumet följdes av en arton månader lång världsturné. Under den europeiska delen av turnén spelades konserten in som kom att bli bandets andra fullängdskonsert på DVD, Live at Slane Castle. Konserten spelades in på Irland den 23 augusti 2003. Bandet gavs också ut sitt första livealbum, Red Hot Chili Peppers: Live in Hyde Park, som spelades in då bandet under tre kvällar spelade på Hyde Park i London.
I november 2003 gav Chili Peppers ut Greatest Hits, som innehöll de två nya låtarna "Fortune Faded" och "Save the Population". De två låtarna valdes ut från sessioner som genererat 15 nya låtar. Smith sade senare att bandet hade hoppats på att använda vissa av låtarna tillsammans med nya låtar för att ge ut ännu ett studioalbum efter att turnén avslutats. Frusciante var dock emot denna idé då han ville göra nåt nytt samtidigt som hans musikaliska influenser och stilar hade utvecklats.
2006 gav gruppen ut Stadium Arcadium som senare gav bandet en Grammy Award för bästa album. Man skrev 38 låtar med tanken att ge ut låtarna på tre separata studioalbum som skulle ges ut med sex månaders mellanrum. Man övergav snart denna idé och gav istället ut 28 av dessa låtar som ett dubbelalbum, och nio av de tio övriga låtarna gavs ut som B-sidor. Stadium Arcadium var bandets första att gå direkt in som nummer 1 i USA, där den stannade i två veckor, och gick också in som etta i Storbritannien och i 25 andra länder. Albumet har sålt i över sju miljoner exemplar.
Albumets första singel, "Dani California", är bandets snabbast säljande singel. Den gick in som nummer ett på Modern Rock Chart och som nummer 6 på Billboard Hot 100 i USA. I Storbritannien nådde den som bäst plats 2. Därefter gavs "Tell Me Baby" och "Snow ((Hey Oh))" ut. Båda låtarna nådde plats ett på Modern Rock Chart och "Snow ((Hey Oh))" slog flera rekord. Låten blev Red Hot Chili Peppers elfte singeletta och det var första gången som ett band hade tre singelettor i följd. "Desecration Smile" gavs ut i februari 2007 – dock inte i USA – och nådde som bäst plats 27 i Storbritannien. Därefter hade man planerat att ge ut "Hump de Bump" som singel i USA, Kanada och Australien, men efter positiva reaktioner från musikvideon gavs låten ut i hela världen i maj 2007.
2006 inledde bandet en ny turné för att promota Stadium Arcadium. Turnén påbörjades i Europa, där man turnerade mellan maj och juli 2006. Det var under denna turné som Frusciantes vän Josh Klinghoffer började turnera med bandet som rytmgitarrist. Han bidrog även med körsång och klaviatur vilket gjorde att liveframträdandena av låtarna lät mer som de studioinspelade versionerna. Mellan augusti och november turnerade bandet i Nordamerika, innan man återvände till Europa och avslutade året med två konserter på Globen i Stockholm. I januari 2007 fortsatte turnén i Nordamerika, denna gång också med konserter i Mexiko. Därefter spelade man i Australien och Nya Zeeland i april och i Japan i början av juni. Turnén avslutades i Europa med konserter mellan juni och augusti. Bandet gjorde ett framträdande under Live Earth på Wembley Stadium den 7 juni 2007. Man spelade också på en rad olika festivaler, såsom Roskildefestivalen och Reading- och Leedsfestivalerna.
Stadium Arcadium vann fem Grammy Awards i februari 2007: Best Rock Album, Best Rock Song ("Dani California"), Best Rock Performance by a Duo Or Group With Vocal ("Dani California"), Best Boxed Or Special Limited Edition Package och Best Producer (Rick Rubin). Tidningen Rolling Stone listade albumet på plats 74 över decenniets 100 bästa album (2000–2009).

### 2008–2018: Frusciantes avhopp och åren med Klinghoffer
Efter Stadium Arcadium-turnén gjorde bandet ett längre uppehåll. Enligt Kiedis berodde detta på att de arbetat nonstop i flera år sedan Californication som gavs ut 1999. Under denna period spelade bandet endast in en låt, en cover av Shirley & Lees låt "Let the Good Times Roll", tillsammans med George Clinton till Clintons album George Clinton and His Gangsters of Love. Denna låt kom att bli den sista gruppen spelade in tillsammans med Frusciante.
Kiedis, som precis blivit far, såg fram emot en tid med ledighet med sin son Everly Bear och att eventuellt skapa en självbiografisk tv-serie under namnet Spider and Son. Flea började ta lektioner i musikteori på University of Southern California och avslöjade att han hade planer att ge ut ett studioalbum med mestadels instrumental musik. Albumet spelades in i hans hem och innehöll ett gästframträdande av Patti Smith. Flea spelade också med Thom Yorke i supergruppen Atoms for Peace. Frusciante fortsatte med sin solokarriär och gav ut albumet The Empyrean. Chad Smith arbetade med Sammy Hagar, Joe Satriani och Michael Anthony i supergruppen Chickenfoot, samt sitt eget soloprojekt Chad Smith's Bombastic Meatbats. Red Hot Chili Peppers planerade att uppehållet skulle fortgå "i minst ett år".
I oktober 2009 avslutade bandet officiellt sitt uppehåll och gick in i studion för att börja skriva sitt tionde studioalbum, utan Frusciante. Bandet hade med sig Josh Klinghoffer, som utåt sett fortfarande sågs som bandets turnémusiker. Det bekräftades dock senare att han redan var officiell medlem och ersatt Frusciante, som lämnat bandet den 29 juli 2009. En officiellt meddelande angående Frusciantes avhopp gjordes inte förrän december 2009. Frusciante förklarade på sin MySpace-sida, att det inte fanns någon ilska eller dramatik över att han lämnat bandet den här gången och att de övriga medlemmarna var mycket förstående och stödjande. Han sade vidare också att han kände att hans musikaliska intressen lett honom i en annan riktning, och att han behövde lägga all fokus på sin solokarriär.
Bandet, med Josh Klinghoffer på gitarr, gjorde sin livecomeback den 29 januari 2010 med en hyllning till Neil Young med en cover på "A Man Needs a Maid" på MusiCares. Efter flera månaders spekulationer bekräftade Smith officiellt i februari 2010 att Klinghoffer ersatt Frusciante.
Inspelningarna av bandets tionde studioalbum påbörjades officiellt tillsammans med producenten Rick Rubin i september 2010. Enligt Rubin spelade de in tillräckligt med material för att ge ut ännu ett dubbelalbum, vilket man till slut inte valde att göra: "det var smärtsamt att inte dela med sig av allt material vi hade, men vi kände att det skulle bli för mycket. Vi ville verkligen att det skulle bli 12 låtar, men det blev 14 då ingen kunde enas om vilka 12 låtar." Inspelningsprocessen pågick till mars 2011. Många av låtarna skrevs mellan oktober 2009 och augusti 2010 och enligt Flea skrev man på 10 månader drygt 60-70 låtar, innan man äntrade studion. I juli 2011 gavs bandet tre konserter i Kalifornien, endast för inbjudna. Detta var gruppens första konserter sedan augusti 2007 och deras första officiella konserter med Klinghoffer som leadgitarrist.
Gruppens tionde studioalbum, I'm with You, gavs ut i augusti 2011. Albumet toppade listorna i 18 olika länder och fick emottaga mestadels positiv kritik från recensenter. Albumet första singel, "The Adventures of Rain Dance Maggie" gavs ut en månad tidigare och kom att bli bandets tolfte singeletta - bandet utökade därmed sitt rekord. En musikvideo spelades in, regisserad av Kreayshawn, men gavs av okänd anledning aldrig ut. Istället gav man istället ut en andra musikvideo, av Marc Klasfeld. "Monarchy of Roses", "Look Around" och "Brendan's Death Song" gavs också ut som singlar/musikvideor.

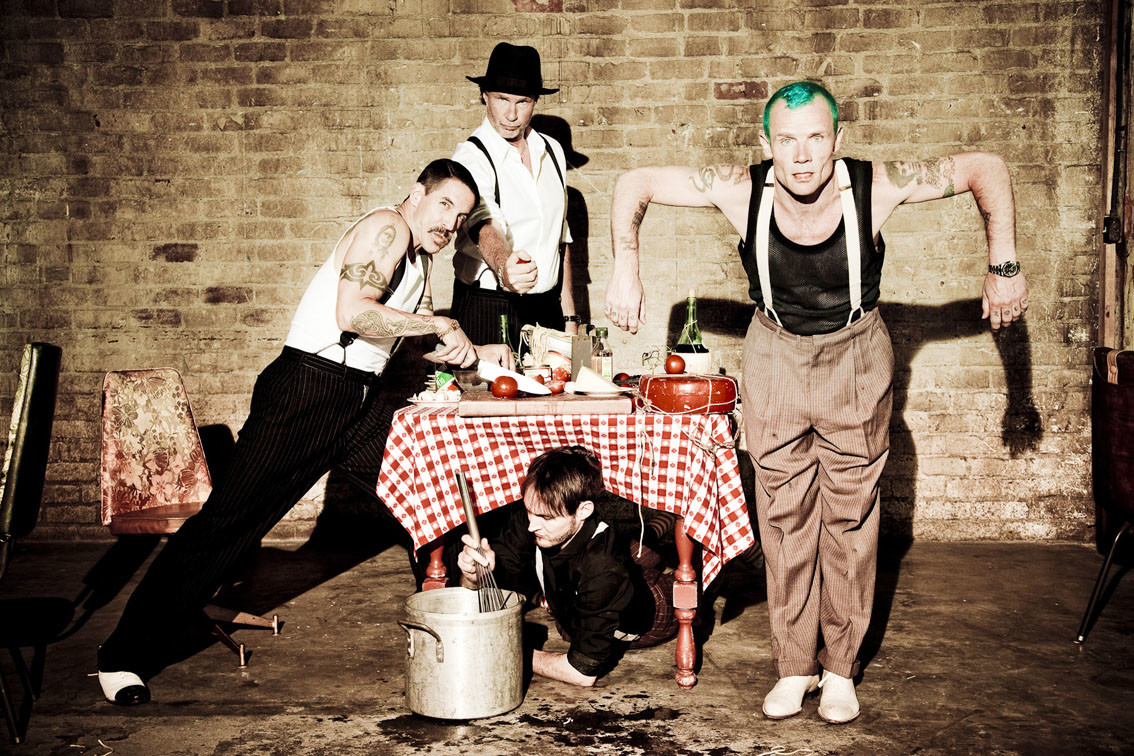
Red Hot Chili Peppers 2012. Från vänster: Kiedis, Smith, Klinghoffer och Flea.

I augusti 2011 påbörjade bandet en månadslång promotionturné i Asien. I'm with You-turnén påbörjades officiellt den 11 september samma år. Turnén fortgick in till 2013 och var en av bandets hittills största turnéer. Alla konserter från turnén fanns att köpa som nedladdning genom LiveChiliPeppers.com. Den Nordamerikanska delen av turnén, som skulle ha börjat den 19 januari 2012, försenades då Kiedis tvingades till operation då han under turnén för Stadium Arcadium ådragit sig flera fotskador. Turnén sköts upp till mars 2012 och fortgick fram till juni och följdes av sommarkonserter i Europa. Mellan augusti och november 2012 återvände turnén till Nordamerika. Den 12 augusti gästades bandet av ex-medlemmarna Jack Irons och Cliff Martinez under "Give it Away" i Los Angeles. Turnén avslutades i april 2013 och kort därefter inledde bandet en ny, kortare turné med festivalkonserter i USA. Denna turné förlängdes sedan med framträdanden i Sydamerika i november. Samtidigt turnerade Flea tillsammans med Mauro Refosoco, som då var turnémusiker med Chili Peppers, mellan juli och november 2013 med sidoprojektet Atoms For Peace.
Bandet blev nominerade till två MTV Europe Music Awards, för bästa rockband och bästa liveartist. De blev också nominerade till bästa grupp på People's Choice Awards, och I'm with You blev 2012 nominerad till en Grammy Award för bästa rockalbum. Den 29 mars 2012 gav bandet ut 2011 Live EP, som bestod av fem låtar som kunde laddas hem gratis genom gruppens officiella webbplats. De fem låtarna valdes ut av Chad Smith från den Europeiska turnén 2011. Den 14 april 2012 blev Red Hot Chili Peppers invalda i Rock and Roll Hall of Fame and Museum. Drygt två veckor senare, den 1 maj, gavs en EP ut endast för nedladdning. EP:n, Rock & Roll Hall of Fame Covers EP, bestod av covers av band som Chili Peppers influerats av. Från augusti 2012 började bandet ge ut singlar från I'm with You Sessions. Totalt 17 låtar gavs ut genom dessa singlar, på vinyl, CD och digital nedladdning. På Record Store Day 2013 gavs alla singlar ut tillsammans på LP:n I'm Beside You.
Den 2 februari 2014 gästade Red Hot Chili Peppers Bruno Mars vid halvtidsunderhållningen under Super Bowl XLVIII. Bandets framträdande fick ett medelmåttigt bemötande av fans och media. Vissa musiker riktade också kritik mot Flea och Klinghoffer för att de inte spelat live under framträdandet. Flea svarade med att NFL har som regel att band inte ska spela live på grund av tidsmässiga och tekniska orsaker, och att bandet hade gått med på detta då de såg det som ett erbjudande man bara får en gång i livet. Han sade vidare att Kiedis sång var helt och hållet live och att bandet förinspelat "Give it Away" under repetitioner.
Bandet avslutade I'm with You-turnén i april 2013. Månaden därpå inledde bandet en ny turné där de för första gången någonsin spelade i Alaska, Paraguay, Filippinerna och Puerto Rico. Turnén avslutades sedan i juni 2014 – sedan september 2011 hade bandet gjort 158 konserter på två turnéer. Den 1 juli 2014 gav bandet, via deras officiella webbplats, ut 2012-13 Live EP som gratis nedladdning. Likt 2011 Live EP innehöll den fem låtar som valts av Chad Smith.
Den 17 november 2014 meddelade Kiedis att bandet skulle återvända till studion i december för att spela in sitt nyskrivna album. Han sade att han hoppades att albumet skulle innehålla 13 låtar, men att de troligtvis kommer att "sätta ytterligare 10 låtar utöver det". I en intervju några dagar senare bekräftade han att Rick Rubin inte skulle producera albumet och att de för första gången sedan 1989 skulle arbeta med en annan producent. Flea meddelade på Twitter i januari 2015 att Danger Mouse anlitats för att producera det kommande albumet. Månaden därpå bröt Flea armen under en skidresa, vilket försenade inspelningen av albumet i över sex månader. I oktober 2015 gav Kiedis en uppdatering på bandets nästa album. Följande månad sade Chad Smith i en video på Twitter att han förväntade sig att det nya albumet skulle vara klart i maj eller juni 2016, vilket skulle vara ungefär samtidigt som bandet skulle vara mitt i sin sommarfestivalturné. I december 2015 sade Flea att albumet hade spelats in och de väntade på att Kiedis skulle spela in sångspåren. Två månader senare, i februari 2016, sade Kiedis att de var nära slutförandet av albumet. Smith meddelade på Twitter den 21 mars 2016 att arbetet med att mixa albumet påbörjats med Nigel Godrich. Följande dag rapporterades det att Elton John skulle medverka på albumet. Bandet meddelade den 2 maj 2016 att den första singeln från albumet, "Dark Necessities", skulle ges ut den 5 maj 2016. Samma dag som utgivningen av "Dark Necessitites" meddelades det att bandets elfte album namngetts till The Getaway och skulle släppas på 17 juni 2016. "Dark Necessities" blev bandets 25:e topp-tio singel på Billboard Alternative Songs Chart, ett rekord som de innehar över U2 som för närvarande har 23 topp-tio singlar.
Den 3 februari 2016 läckte "Circle of the Noose" ut på internet. Låten är en av bandets mest eftertraktade outgivna låtar, och den enda låt som bandet spelade in med Dave Navarro för uppföljaren till One Hot Minute innan han sparkades. Grovmixen av låten spelades in den 16 mars 1998. Dave Navarro, som 1997 sade att det var en av de bästa låtar han någonsin spelat på, twittrade "WOW vilken nostalgitripp" som svar på läckan. Tre dagar senare spelade bandet "Aeroplane" live för första gången sedan 26 juli 1997, vilket gör den till den första låten från One Hot Minute, förutom "Pea" (en låt med bara Flea), att framföras av Chili Peppers sedan Navarro lämnade bandet.

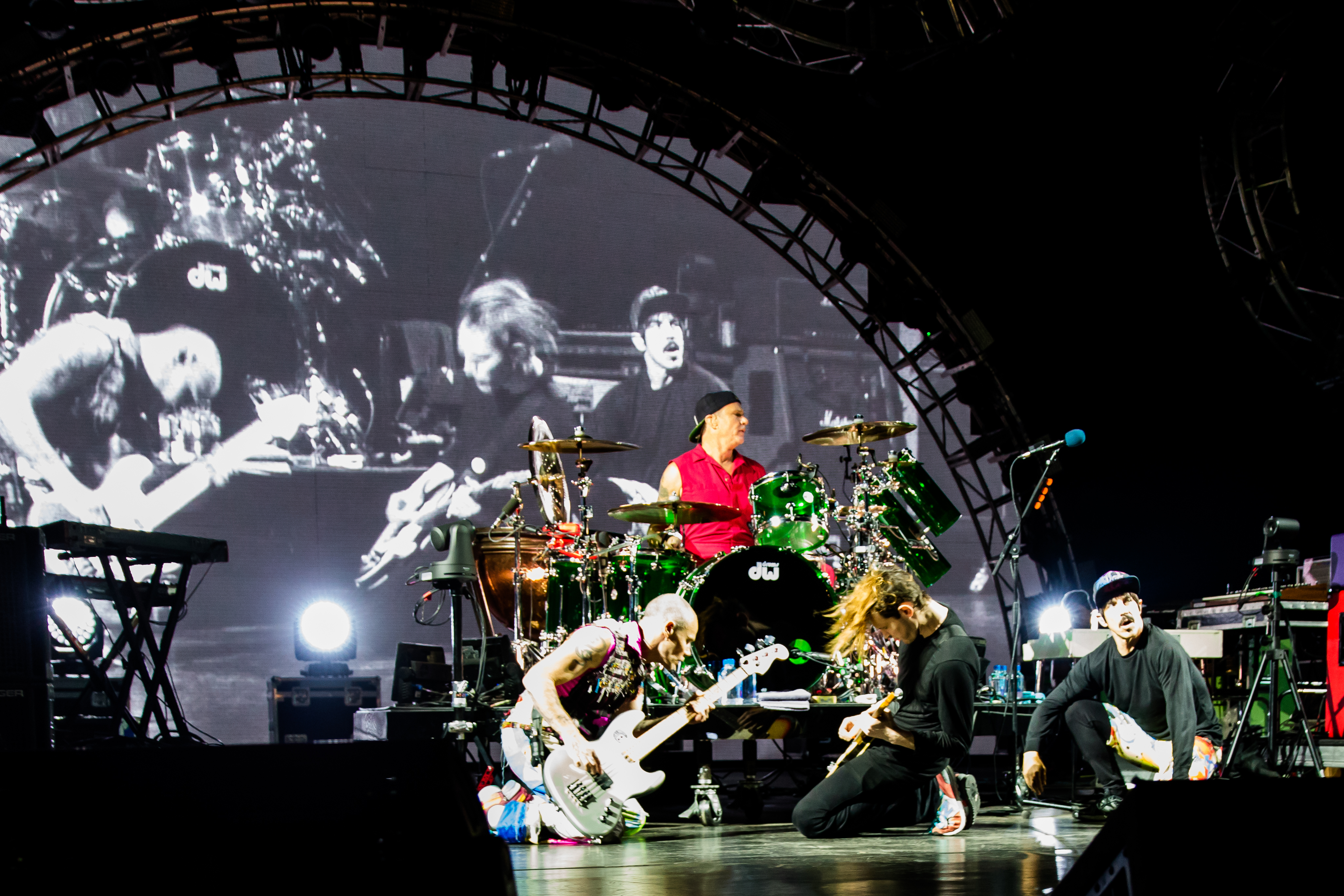
Red Hot Chili Peppers live juni 2016. Från vänster: Flea, Chad Smith, Josh Klinghoffer och Anthony Kiedis.

Den 14 maj tvingades bandet ställa in en konsert i Irving, USA. Kiedis tvingades uppsöka sjukhus strax innan gruppen skulle upp på scenen, på grund av svåra magsmärtor. Flea, Klinghoffer och Smith gjorde ett tillkännagivande på scenen då konserten skulle påbörjas. Det bekräftades att Kiedis led av tarminfluensa och förväntades återhämta sig inom kort. Bandet fick dock skjuta upp sin förhandsvisning av albumet på iHeartRadio från 17 maj till 26 maj. Bandet återvände till scenen den 22 maj 2016 i Columbus, USA.
Den 26 maj släppte bandet "The Getaway", titelspåret på det kommande albumet, på Youtube. Även om låten inte var en singel (det var ursprungligen bandets förstaval som första singel tills de istället valde "Dark Necessities"), gjordes låten tillgänglig för köp dag därpå och gavs också bort som gratis nedladdning för de som förbeställde det nya albumet. Musikvideon till "Dark Necessities" regisserades av skådespelaren Olivia Wilde och släpptes den 16 juni 2016. "We Turn Red" släpptes på Youtube den 9 juni 2016. The Getaway gick in som nummer två på Billboard 200 och lyckades inte peta Drake från förstaplatsen – en plats han hade haft under åtta veckor i rad. The Getaway sålde i 108 000 exemplar under den första försäljningsveckan mot Drakes 33 000. Drake behöll dock sin förstaplacering tack vare strömning.
Den 1 juli 2016 gavs EP:n Live in Paris ut exklusivt via strömningstjänsten Deezer. Under den här perioden tillkännagavs också "Go Robot" som nästa singel från albumet. I augusti 2016 blev "Dark Necessitites" bandets 13:e singeletta på Alternative Songs Chart. Inget annat band i historien har fler singelettor på denna lista. Bandet har haft rekordet sedan man gav ut "Snow ((Hey Oh))" 2006 och utökade därmed sin ledning över tvåan Linkin Park (11). Låten var också bandets 25:e singel att nå topp-tio på samma lista och utökade också gruppens rekord över tvåan U2 (23). Den blev också den fjärde låten någonsin att toppa Mainstream Rock, Alternative Songs och Adult Alternativa Charts. Musikvideon för "Go Robot" gavs ut den 8 september, starkt inspirerad av filmen Saturday Night Fever.
I januari 2017 påbörjade bandet den Nordamerikanska delen av The Getaway World Tour, där bandets originaltrummis Jack Irons agerade förband under samtliga konserter. Turnén avslutades i oktober 2017. Den bestod av 151 konserter och pågick under ett år och nästan fem månader.
I december 2017 meddelade Smith i en intervju med ABC News att "det inte kommer att turneras mer" under 2018 (undantaget tre festivalkonserter i Sydamerika i mars 2018), och att bandet skulle komma att tillbringa större delen av året med att fokusera på dess tolfte studioalbum. Kiedis meddelade den 11 september 2018 att bandet skulle påbörja arbetet med nästa studioalbum senare samma månad och att man planerades att ge ut det 2019. Inspelningen av albumet försenades på grund av Woolseybranden – bandet medverkade på en välgörenhetskonsert för brandoffren den 13 januari 2019.

### 2019–idag: Frusciante återvänder på nytt
Den 10 februari 2019 gjorde bandet ett framträdande med låten "Dark Necessities" med rapparen Post Malone på Grammy Awards. Vidare medverkade gruppen i Malones video för låten "Wow", som gavs ut i mars samma år. I februari 2019 turnerade bandet åter och spelade sina första konserter i Australien på tolv år. Dessutom spelade gruppen i Tasmanien för första gången någonsin: denna konsert fick dock ett kort avbrott på grund av ett strömavbrott. Den 15 mars samma år spelade Red Hot Chili Peppers i Egypten, vid Pyramiderna i Giza, och blev därmed ett av väldigt få band som tillåtits spela vid pyramiderna. Konserten streamades live på YouTube, Twitter och Facebook. Den 26 oktober 2019 skrev fotografen David Mushegain på Instagram att en dokumentär om bandet var pågång och att han just förhandsvisat den för bandet. Smith svarade att han var exalterad över att få visa dokumentären för resten av världen. Under pseudonymen Pluralone släppte Klinghoffer sitt debutsoloalbum, To Be One With You, den 22 november 2019. På albumet medverkar både Flea och den före detta Chili Peppers-trummisen Jack Irons.
Den 2 november 2019 spelade bandet på ett evenemang på Silverlake Conservatory of Music i Los Angeles, detta kom att bli Klinghoffers sista konsert med gruppen. Den 15 december 2019 tillkännagav Red Hot Chili Peppers via Instagram att Klinghoffer lämnat bandet och att John Frusciante återvänt till Red Hot Chili Peppers. I en intervju i podcasten WTF with Marc Maron sade Klinghoffer att de skilts åt som vänner: "Det är absolut Johns plats att vara i det bandet ... Jag är glad att han är tillbaka med dem." I januari 2020 meddelade Smith att man arbetat på ett nytt studioalbum med Frusciante vid namn Unlimited Love. Den 8 februari samma år spelade Frusciante offentligt med bandet för första gången på 13 år, på en minnesstund som arrangerades av Tony Hawk Foundation för den avlidne filmproducenten Andrew Burkle, son till biljardären Ron Burkle. Bandets första hela konserter med Frusicante skulle ha ägt rum på festivaler i maj 2020, men ställdes in på grund av Coronaviruspandemin 2019–2021.
Red Hot Chili Peppers tolfte studioalbum, Unlimited Love, som producerats av Rick Rubin, gavs ut den 1 april 2022. Det debuterade som nummer 1 i tio länder, och blev bandets första etta i USA sedan Stadium Arcadium. Albumet promotades med singlarna "Black Summer" och "These Are the Ways". NME skrev att Unlimited Love delade det "melankoliska riffskapandet, hymnrefrängerna och de mjukt sjungna melodierna" från Frusciantes tidigare arbete med Chili Peppers, men introducerade nya "grungeiga" och akustiska element. Frusciante sa att bandet hade spelat in cirka 50 låtar, med planer på ett uppföljande album. Den 31 mars 2022 tilldelades Chili Peppers en stjärna på Hollywood Walk of Fame. Den 4 juni påbörjade Red Hot Chili Peppers en internationell stadiumturné.

## Historiska framgångar, utmärkelser och hyllningar
Bandets mix av hårdrock, funk och hiphop har påverkat genrer som funkmetal, rapmetal, raprock och nu metal. I en intervju med Penthouse 2002 sa Kiedis: "Vi var tidiga i att skapa kombinationen av hardcore funk med en hiphoplik sång", och menade att de hade påverkat band såsom Limp Bizkit, Kid Rock och Linkin Park.
I en intervju med Jason Tanamor sa Smith: "Anthony's sångstil och röst går åt att vara unik, och ingen låter som honom. Det coola med det är att vi kan spela vilken musikstil som helst, vare sig det är hårt och snabbt, eller högt eller tyst, långsam eller medeltempo, oavsett vad det är; rock eller funk, så låter det fortfarande som oss. Jag är stolt över det för ibland har inte band en så stark personlighet där man kan säga, 'Åh, det där är boom, direkt.'"
Bandet blev invalt i Rock and Roll Hall of Fame and Museum i april 2012. De invalda var Kiedis, Flea, Smith, Klinghoffer, Frusciante, Slovak (representerad av sin bror James), Irons och Martinez; Frusciante blev inbjuden, men deltog inte. Navarro och Sherman blev inte invalda; Sherman sa att han kände sig "vanärad". Bandet framförde "By the Way", "Give It Away" och "Higher Ground", som inkluderade Irons och Martinez på trummor. Det var första gången Kiedis och Flea uppträdde med Irons på 24 år och med Martinez på 26 år.
2012 rankades Blood Sugar Sex Magik och Californication i Rolling Stones lista över de 500 bästa albumen någonsin på plats 310 respektive 401.

## Medlemmar
| Nuvarande medlemmar - Anthony Kiedis — sång (1983–) - Flea — basgitarr (1983–) - Chad Smith — trummor (1988–) - John Frusciante — gitarr (1988–1992, 1998–2009, 2019–) Nuvarande turnémusiker - Chris Warren — keyboard, slagverk (2007–) | Tidigare medlemmar - Hillel Slovak — gitarr (1983, 1985–1988) - Jack Irons — trummor (1983, 1986–1988) - Cliff Martinez — trummor (1984–1986) - Jack Sherman — gitarr (1984–1985) - DeWayne McKnight — gitarr (1988) - D.H. Peligro — trummor (1988) - Arik Marshall — gitarr (1992–1993) - Jesse Tobias — gitarr (1993) - Dave Navarro — gitarr (1993–1998) - Josh Klinghoffer — gitarr (2009–2019) | Tidigare turnémusiker - Chuck Biscuits — trummor (1985) - Keith Morris — sång (1986) - Keith Barry — saxofon, fiol, kör (1987–1990) - Rob Rule — gitarr, kör (1989–1990, 1995–1996) - Rain Phoenix — kör (1995–1996) - Acacia Ludwig — kör (1995–1996) - Marcel Rodríguez-López — slagverk, clavinet (2006–2007) - Josh Klinghoffer — gitarr (2007) - Mauro Refosco — slagverk (2011–2014) - Nate Walcott — piano, keyboard (2016–2019) - Samuel Bañuelos III — bas (2016–2019) - Stephen Perkins — trummor (2020) |

Tidslinje

## Diskografi
Studioalbum
- 1984 – The Red Hot Chili Peppers
- 1985 – Freaky Styley
- 1987 – The Uplift Mofo Party Plan
- 1989 – Mother's Milk
- 1991 – Blood Sugar Sex Magik
- 1995 – One Hot Minute
- 1999 – Californication
- 2002 – By the Way
- 2006 – Stadium Arcadium
- 2011 – I'm with You
- 2016 – The Getaway
- 2022 – Unlimited Love
- 2022 – Return of the Dream Canteen

### Fotnoter
1. ↑  Rock and Roll Hall of Fame-ID: red-hot-chili-peppers.[källa från Wikidata]
2. ↑  Serba, John (2014-02-03). ”Red Hot Chili Peppers play Super Bowl 2014: Anthony Kiedis' mom is proud of performance”. Red Hot Chili Peppers play Super Bowl 2014: Anthony Kiedis' mom is proud of performance. Booth Newspapers. http://www.mlive.com/entertainment/grand-rapids/index.ssf/2014/02/red_hot_chili_peppers_play_sup.html. Läst 3 april 2014.
3. ↑  Kiedis, Anthony (2004). Scar Tissue. New York: Hyperion. sid. 394. ISBN 978-1-4013-0745-5
4. ↑  Reed, Ryan (2016-05-05). ”Red Hot Chili Peppers Detail New Album 'The Getaway'”. Red Hot Chili Peppers Detail New Album 'The Getaway'. Rolling Stone. http://www.rollingstone.com/music/news/red-hot-chili-peppers-detail-new-album-the-getaway-20160505. Läst 17 juni 2016.
5. 1 2  TT (16 december 2019). ”Frusciante tillbaka i Red Hot Chili Peppers”. Svenska Dagbladet. Arkiverad från originalet den 16 december 2019. https://web.archive.org/web/20191216080314/https://www.sydsvenskan.se/2019-12-16/red-hot-chili-peppers-byter-gitarrist. Läst 16 december 2019.
6. 1 2 3  Prato, Greg. ”Red Hot Chili Peppers > Biography”. Red Hot Chili Peppers > Biography. Allmusic. https://www.allmusic.com/artist/red-hot-chili-peppers-mn0000883318/biography. Läst 5 juni 2007.
7. 1 2  Kiedis & Sloman 2004, s. 106.
8. ↑  Kiedis & Sloman 2004, s. 105.
9. ↑  Kiedis & Sloman 2004, s. 115.
10. ↑  Prato, Greg. ”The Red Hot Chili Peppers > Overview”. Allmusic. Arkiverad från originalet den 31 december 2010. https://web.archive.org/web/20101231162853/http://allmusic.com/artist/red-hot-chili-peppers-p5241. Läst 26 juli 2009.
11. ↑  Kiedis & Sloman 2004, s. 142.
12. ↑  Kiedis & Sloman 2004, s. 143.
13. ↑  Kiedis & Sloman 2004, s. 144.
14. ↑  Kiedis & Sloman 2004, s. 133–134.
15. ↑  Kiedis & Sloman 2004, s. 132.
16. ↑  Birchmeier, Jason. ”Freaky Styley > Review”. Allmusic. https://www.allmusic.com/album/freaky-styley-mw0000652669. Läst 6 juni 2007.
17. ↑  Kiedis & Sloman 2004, s. 172.
18. ↑  Kiedis & Sloman 2004, s. 175.
19. ↑  Kiedis & Sloman 2004, s. 178–179.
20. ↑  ”What's Red Hot and Chili (Advertisement)”. Commonwealth Times (Richmond Va):  s. 4. 12 november 1985. Arkiverad från originalet den 20 april 2014. https://web.archive.org/web/20140420005727/http://dig.library.vcu.edu/cdm/ref/collection/com/id/7497. Läst 6 juni 2013.
21. ↑  Cope, Michael (12 november 1985). ”Photos from RHCP Tour, Nov. 16, 1985, Richmond Va.”. Commonwealth Times (Richmond Va):  ss. 1, 11–12. Arkiverad från originalet den 28 september 2013. https://web.archive.org/web/20130928232152/http://dig.library.vcu.edu/cdm/ref/collection/com/id/7532. Läst 24 september 2016.
22. ↑  Kiedis & Sloman 2004, s. 187.
23. ↑  Kiedis & Sloman 2004, s. 188.
24. ↑  Kiedis & Sloman 2004, s. 191.
25. ↑  Kiedis & Sloman 2004, s. 200.
26. ↑  Apter 2004, s. 133.
27. ↑  Apter 2004, s. 130–141.
28. ↑  Kiedis & Sloman 2004, s. 201.
29. ↑  Kiedis & Sloman 2004, s. 204.
30. ↑  Apter 2004, s. 184.
31. ↑  Kiedis & Sloman 2004, s. 205.
32. ↑  Kiedis & Sloman 2004, s. 206.
33. ↑  Kiedis & Sloman 2004, s. 219–225.
34. ↑  Kiedis & Sloman 2004, s. 222.
35. ↑  Kiedis & Sloman 2004, s. 210–223.
36. 1 2  Kiedis & Sloman 2004, s. 224.
37. ↑  Apter 2004, s. 224.
38. ↑  Apter 2004, s. 173.
39. ↑  Apter 2004, s. 179.
40. ↑  Apter 2004, s. 181.
41. ↑  Apter 2004, s. 185.
42. ↑  Apter 2004, s. 188.
43. ↑  ”australian-charts.com — Australian charts portal”. australian-charts.com — Australian charts portal. ARIA Charts. http://www.australian-charts.com/search.asp?search=Red+Hot+Chili+Peppers&cat=a. Läst 31 maj 2008.
44. ↑  Roberts, David, red (2006). British Hit Singles & Albums (19th). HIT Entertainment. ISBN 1-904994-10-5
45. ↑  ”Australia Singles Charts — Red Hot Chili Peppers”. Australia Singles Charts — Red Hot Chili Peppers. Australian-charts.com. http://australian-charts.com/search.asp?search=Red+Hot+Chili+Peppers&cat=s. Läst 3 oktober 2007.
46. ↑  ”Search Results”. Search Results. Recording Industry Association of America. https://www.riaa.com/gold-platinum/?tab_active=default-award&se=Red+Hot+Chili+Peppers#search_section. Läst 31 december 2008.
47. ↑  Kiedis & Sloman 2004, s. 264.
48. 1 2 3  Kiedis & Sloman 2004, s. 274–275.
49. ↑  Red Hot Chili Peppers; Funky Monks
50. ↑  Apter 2004, s. 225.
51. ↑  Kiedis & Sloman 2004, s. 279.
52. 1 2 3  ”Chart History Red Hot Chili Peppers” (på engelska). Billboard. https://www.billboard.com/artist/red-hot-chili-peppers/. Läst 11 december 2022.
53. 1 2  ”Artists: Red Hot Chili Peppers”. Artists: Red Hot Chili Peppers. Grammy.com. http://www.grammy.com/nominees/search?artist=%22Red+Hot+Chili+Peppers%22&title=&year=All&genre=All. Läst 7 juni 2007.
54. ↑  Lamb, Bill. ”Red Hot Chili Peppers Discography”. Red Hot Chili Peppers Discography. About.com. http://top40.about.com/od/redhotchilipeppers/tp/Red-Hot-Chili-Peppers-Discography.htm. Läst 10 juni 2007. Arkiverad 6 september 2015 hämtat från the Wayback Machine.
55. ↑  Kiedis & Sloman 2004, s. 229.
56. ↑  (2002) "Behind the Music: Red Hot Chili Peppers episode". VH1.
57. ↑  Robert White. ”FAQ 2.0”. Bucketheadland.com. Arkiverad från originalet den 15 november 2012. https://web.archive.org/web/20121115151612/http://www.bucketheadland.com/faq/faq2/FAQ_2_0.html#57. Läst 24 september 2016.
58. ↑  Foege, Alec (October 19, 1995). ”The Red Hot Chili Peppers (Page 1)”. Rolling Stone. Arkiverad från originalet den February 24, 2009. https://web.archive.org/web/20090224221034/http://www.rollingstone.com/news/story/5938152/the_red_hot_chili_peppers. Läst 31 mars 2007. Arkiverad 24 februari 2009 hämtat från the Wayback Machine. ”Arkiverade kopian”. Arkiverad från originalet den 24 februari 2009. https://web.archive.org/web/20090224221034/http://www.rollingstone.com/news/story/5938152/the_red_hot_chili_peppers. Läst 24 september 2016.
59. ↑  Kiedis & Sloman 2004, s. 312.
60. ↑  Kiedis & Sloman 2004, s. 330.
61. ↑  Kiedis & Sloman 2004, s. 350.
62. 1 2  Foege, Alec (October 19, 1995). ”The Red Hot Chili Peppers (Page 2)”. Rolling Stone. Arkiverad från originalet den February 7, 2009. https://web.archive.org/web/20090207182246/http://www.rollingstone.com/news/story/5938152/cover_story_the_red_hot_chili_peppers/2. Läst 31 mars 2007. Arkiverad 7 februari 2009 hämtat från the Wayback Machine. ”Arkiverade kopian”. Arkiverad från originalet den 7 februari 2009. https://web.archive.org/web/20090207182246/http://www.rollingstone.com/news/story/5938152/the_red_hot_chili_peppers/2. Läst 24 september 2016.
63. 1 2 3  Kiedis & Sloman 2004, s. 315–323.
64. ↑  Stephen Thomas Erlewine. ”One Hot Minute album review”. One Hot Minute album review. Allmusic. https://www.allmusic.com/album/one-hot-minute-mw0000176274. Läst 18 september 2007.
65. 1 2  Kiedis & Sloman 2004, s. 401.
66. ↑  Rosenthal, Joe (April 6, 1998). ”Pepper Guitar Mill Grinds On”. Rolling Stone. Arkiverad från originalet den February 24, 2009. https://web.archive.org/web/20090224220920/http://www.rollingstone.com/artists/redhotchilipeppers/articles/story/5927983/pepper_guitar_mill_grinds_on. Läst 31 mars 2007. Arkiverad 31 oktober 2007 hämtat från the Wayback Machine. ”Arkiverade kopian”. Arkiverad från originalet den 31 oktober 2007. https://web.archive.org/web/20071031033146/http://www.rollingstone.com/artists/redhotchilipeppers/articles/story/5927983/pepper_guitar_mill_grinds_on. Läst 24 september 2016.
67. 1 2  Skanse, Richard (April 30, 1998). ”Red Hot Redux”. Rolling Stone. Arkiverad från originalet den February 28, 2009. https://web.archive.org/web/20090228174015/http://www.rollingstone.com/artists/redhotchilipeppers/articles/story/5923940/red_hot_redux. Läst 31 mars 2007. Arkiverad 28 februari 2009 hämtat från the Wayback Machine. ”Arkiverade kopian”. Arkiverad från originalet den 28 februari 2009. https://web.archive.org/web/20090228174015/http://www.rollingstone.com/artists/redhotchilipeppers/articles/story/5923940/red_hot_redux. Läst 24 september 2016.
68. ↑  Kiedis & Sloman 2004, s. 397.
69. ↑  Prato, Greg. ”John Frusciante Biography”. John Frusciante Biography. Allmusic. https://www.allmusic.com/artist/john-frusciante-mn0000223627/biography. Läst 8 augusti 2007.
70. 1 2  Kiedis & Sloman 2004, s. 398.
71. ↑  Dave Simpson (14 februari 2003). ”It's great to go straight”. The Guardian (UK). http://www.guardian.co.uk/music/2003/feb/14/artsfeatures.popandrock. Läst 15 augusti 2008.
72. ↑  Rob Fitzpatrick. ”Red Hot Chili Peppers: The band that couldn't be stopped”. the Guardian. http://www.theguardian.com/music/2011/aug/18/red-hot-chili-peppers-interview. Läst 5 juli 2015.
73. ↑  Kiedis & Sloman 2004, s. 404.
74. ↑  Kiedis & Sloman 2004, s. 408.
75. ↑  Dalley, Helen (August 2002). "John Frusciante" Total Guitar. Retrieved August 27, 2007.
76. ↑  ”Chili Peppers' album tops survey”. BBC. 4 juli 2004. http://news.bbc.co.uk/2/hi/entertainment/3864401.stm. Läst 20 april 2007.
77. ↑  Prato, Greg. ”Californication Album Review”. Californication Album Review. Allmusic. https://www.allmusic.com/album/californication-mw0000239791. Läst 26 februari 2010.
78. ↑  Tate, Greg. ”Album Guide: Red Hot Chili Peppers”. Rolling Stone. http://www.rollingstone.com/music/artists/red-hot-chili-peppers/albumguide. Läst 20 april 2007.
79. ↑  Kiedis & Sloman 2004, s. 423.
80. ↑  Eliscu, Jenny (July 26, 1999). ”Woodstock '99 Burns Its Own Mythology”. Rolling Stone. Arkiverad från originalet den February 24, 2009. https://web.archive.org/web/20090224220920/http://www.rollingstone.com/artists/redhotchilipeppers/articles/story/5921381/woodstock_99_burns_its_own_mythology. Läst 31 mars 2007. Arkiverad 24 februari 2009 hämtat från the Wayback Machine. ”Arkiverade kopian”. Arkiverad från originalet den 24 februari 2009. https://web.archive.org/web/20090224220920/http://www.rollingstone.com/artists/redhotchilipeppers/articles/story/5921381/woodstock_99_burns_its_own_mythology. Läst 24 september 2016.
81. ↑  Alona Wartofsky (27 juli 1999). ”Woodstock '99 Goes Up in Smoke”. Washington Post. http://www.washingtonpost.com/wp-srv/national/daily/july99/woodstock27.htm. Läst 14 juni 2008.
82. ↑  ”Repeated Violence: Large Block Parties Need Supervision”. The Lantern. May 2, 2001. Arkiverad från originalet den november 23, 2010. https://web.archive.org/web/20101123024218/http://www.thelantern.com/2.1346/repeated-violence-1.99635. Läst 14 juni 2008. Arkiverad 23 november 2010 hämtat från the Wayback Machine. ”Arkiverade kopian”. Arkiverad från originalet den 14 april 2012. https://web.archive.org/web/20120414183946/http://www.thelantern.com/2.1346/repeated-violence-1.99635. Läst 24 september 2016.
83. ↑  Kiedis & Sloman 2004, s. 424.
84. ↑  Kiedis & Sloman 2004, s. 458.
85. ↑  Kiedis & Sloman 2004, s. 420.
86. ↑  Kiedis & Sloman 2004, s. 230–232, 320–321, 344, 424.
87. 1 2  RHCP, Mullen 2010. p. 210
88. ↑  RHCP & Mullen 2010, s. 211.
89. ↑  Johnson, Zac. ”By The Way > Overview”. Allmusic. https://www.allmusic.com/album/by-the-way-mw0000218945. Läst 28 januari 2008.
90. ↑  Zahlaway, Jon (February 11, 2003). ”Red Hot Chili Peppers plot first U.S. dates behind 'By the Way'”. Red Hot Chili Peppers plot first U.S. dates behind 'By the Way'. LiveDaily. Arkiverad från originalet den november 19, 2004. https://web.archive.org/web/20041119215623/http://news.modernrock.com/1972. Läst 28 januari 2008. Arkiverad 19 november 2004 hämtat från the Wayback Machine. ”Arkiverade kopian”. Arkiverad från originalet den 19 november 2004. https://web.archive.org/web/20041119215623/http://news.modernrock.com/1972. Läst 24 september 2016.
91. ↑  Thompson 2004, s. 272.
92. ↑  ”Peppers "Rock" Out New Songs”. Rolling Stone. http://www.rollingstone.com/music/news/peppers-rock-out-new-songs-20030821. Läst 14 maj 2013.
93. ↑  Budofsky, Andy (October 2011). ”Chad Smith”. Modern Drummer:  sid. 45.
94. ↑  Catucci, Nick. "Red Hot Chili Peppers: Stadium Arcadium" (review). Blender magazine, June 2006 (Issue 48), p. 146
95. ↑  ”Meet The Red Hot Chili Peppers This Thursday In LA”. Meet The Red Hot Chili Peppers This Thursday In LA. KROQ. November 1, 2010. Arkiverad från originalet den mars 15, 2011. https://web.archive.org/web/20110315085838/http://kroq.radio.com/2010/11/01/meet-the-red-hot-chili-peppers-this-thursday-in-la/. Läst 26 december 2011.
96. ↑  ”RHCP Help George Clinton Let The Good Times Roll During Hiatus”. RHCP Help George Clinton Let The Good Times Roll During Hiatus. Ultimate-guitar.com. http://www.ultimate-guitar.com/news/video_news/rhcp_help_george_clinton_let_the_good_times_roll_during_hiatus.html. Läst 10 september 2010.
97. ↑  Mariso Laudadio (April 23, 2009). ”Anthony Kiedis's Red-Hot Roommate? His Son”. People. http://www.people.com/people/article/0,,20274341,00.html. Läst 11 maj 2012.
98. ↑  Wells, Annie (23 september 2008). ”Flea, USC freshman, talks about his upcoming solo record”. Los Angeles Times. Arkiverad från originalet den 5 februari 2010. https://web.archive.org/web/20100205220722/http://latimesblogs.latimes.com/soundboard/2008/09/flea-usc-freshm.html. Läst 29 september 2008.
99. ↑  Dombal, Ryan (February 25, 2010). ”Thom Yorke Names Solo Band, Lines Up American Spring Tour”. Thom Yorke Names Solo Band, Lines Up American Spring Tour. Pitchfork Media. http://pitchfork.com/news/38018-thom-yorke-names-solo-band-lines-up-american-spring-tour/. Läst 2 mars 2010.
100. ↑  Campion, Chris (18 januari 2009). ”CD: Rock review: John Frusciante, The Empyrean”. The Observer (London). http://www.guardian.co.uk/music/2009/jan/18/john-frusciante-the-empyrean-album-review. Läst 26 december 2011.
101. ↑  Firecloud, Johnny (September 17, 2009). ”Chad Smith of RHCP, Chickenfoot and Bombastic Meatbats”. Chad Smith of RHCP, Chickenfoot and Bombastic Meatbats. CraveOnline. Arkiverad från originalet den april 15, 2012. https://web.archive.org/web/20120415174251/http://www.craveonline.com/music/interviews/143702-chad-smith-of-rhcp-chickenfoot-and-bombastic-meatbats. Läst 14 februari 2012.
102. ↑  ”RHCP Timeline”. RHCP Timeline. Arkiverad från originalet den februari 6, 2015. https://web.archive.org/web/20150206002037/http://redhotchilipeppers.com/timeline. Läst 2 februari 2015. Arkiverad 6 februari 2015 hämtat från the Wayback Machine. ”Arkiverade kopian”. Arkiverad från originalet den 6 februari 2015. https://web.archive.org/web/20150206002037/http://redhotchilipeppers.com/timeline. Läst 24 september 2016.
103. ↑  ”John Frusciante Explains His Departure from Red Hot Chili Peppers”. John Frusciante Explains His Departure from Red Hot Chili Peppers. Undercover.com.au. January 29, 2010. Arkiverad från originalet den januari 26, 2011. https://web.archive.org/web/20110126001931/http://www.undercover.fm/news/9709-john-frusciante-explains-his-departure-from-red-hot-chili-peppers. Läst 10 september 2010.
104. ↑  ”GRAMMY Camper Nick Arnold Interview With Red Hot Chili Peppers' Drummer Chad Smith”. GRAMMY Camper Nick Arnold Interview With Red Hot Chili Peppers' Drummer Chad Smith. Grammycampblog.blogspot.com. February 8, 2010. http://grammycampblog.blogspot.com/2010/02/grammy-camper-nick-arnold-interviews.html. Läst 10 september 2010.
105. ↑  EXCLUSIVE: Anthony Kiedis Talks New RHCP Album, Spin
106. ↑  Chris Martins (July 29, 2011). ”Red Hot Chili Peppers Rock Big Sur”. Red Hot Chili Peppers Rock Big Sur. spin.com. http://www.spin.com/articles/red-hot-chili-peppers-rock-big-sur. Läst 29 juli 2011.
107. ↑  drawings writings scannings & thinkings (July 29, 2011). ”CHILI PEPPERS ARE GO " drawings writings scannings & thinkings”. CHILI PEPPERS ARE GO " drawings writings scannings & thinkings. Andigood.wordpress.com. http://andigood.wordpress.com/2011/07/29/chili-peppers-are-go/. Läst 21 augusti 2011.
108. ↑  ”Red Hot Chili Peppers' New Video To Be Directed By ... Kreayshawn?”. MTV. http://www.mtv.com/news/articles/1666327/red-hot-chili-peppers-adventures-rain-dance-maggie-video-kreayshawn.jhtml. Arkiverad 25 juni 2011 hämtat från the Wayback Machine.
109. ↑  Martens, Todd (30 juli 2011). ”Red Hot Chili Peppers filming latest video tonight on a Venice rooftop”. Los Angeles Times. http://latimesblogs.latimes.com/music_blog/2011/07/red-hot-chili-peppers-filming-latest-video-tonight-on-a-venice-rooftop.html.
110. ↑  ”Red Hot Chili Peppers Live MP3 Downloads FLAC Downloads Live CDs”. Red Hot Chili Peppers Live MP3 Downloads FLAC Downloads Live CDs. LiveChiliPeppers.com. http://livechilipeppers.com/. Läst 14 februari 2012.
111. ↑  Appleford, Steve (13 augusti 2012). ”Red Hot Chili Peppers celebrate L.A. at Staples Center: Review”. Los Angeles Times. http://www.latimes.com/entertainment/music/posts/la-et-ms-chili-peppers-20120814,0,4205835.story. Läst 17 augusti 2012.
112. ↑  ”Mtv ema belfast 2011” (på engelska). 19 september 2011. Arkiverad från originalet den 24 november 2011. https://web.archive.org/web/20111124014210/http://tv.mtvema.com/artists/red-hot-chili-peppers. Läst 24 september 2016.
113. ↑  ”People's Choice Awards 2012 Nominees”. People's Choice Awards 2012 Nominees. PeoplesChoice.com. http://www.peopleschoice.com/pca/awards/nominees/. Läst 14 februari 2012.
114. ↑  ”Red Hot Chili Peppers Nominated for Best Rock Album Grammy(R) Award – Yahoo! Finance”. Red Hot Chili Peppers Nominated for Best Rock Album Grammy(R) Award – Yahoo! Finance. Finance.yahoo.com. December 1, 2011. http://finance.yahoo.com/news/red-hot-chili-peppers-nominated-213700212.html. Läst 14 februari 2012.
115. ↑  ”Arkiverade kopian”. Reuters. 3 februari 2014. Arkiverad från originalet den oktober 20, 2015. https://web.archive.org/web/20151020095041/http://www.reuters.com/article/2014/02/03/nfl-superbowl-ratings-idUSL3N0L83IM20140203. Läst 24 september 2016.
116. ↑  Brett Buchanan. ”Red Hot Chili Peppers Give Big Update On New Album”. AlternativeNation. Arkiverad från originalet den december 5, 2014. https://web.archive.org/web/20141205140543/http://www.alternativenation.net/red-hot-chili-peppers-update-new-album/. Läst 2 februari 2015. Arkiverad 5 december 2014 hämtat från the Wayback Machine. ”Arkiverade kopian”. Arkiverad från originalet den 5 december 2014. https://web.archive.org/web/20141205140543/http://www.alternativenation.net/red-hot-chili-peppers-update-new-album/. Läst 24 september 2016.
117. ↑  Rotella, Mark (June 20, 2014). ”Fall 2014 Book Announcements: Music: Back to the '80s”. Publishers Weekly. http://www.publishersweekly.com/pw/by-topic/new-titles/adult-announcements/article/62975-fall-2014-announcements-music-back-to-the-80s.html. Läst 19 augusti 2014.
118. ↑  ”Red Hot Chili Peppers Reveal Producer Of New Album”. Alternative Nation. 2 februari 2015. Arkiverad från originalet den februari 2, 2015. https://web.archive.org/web/20150202155425/http://www.alternativenation.net/red-hot-chili-peppers-reveal-producer-new-album/.
119. ↑  ”Flea Breaks Arm in Apparent Skiing Accident”. Exclaim. 17 februari 2015. http://exclaim.ca/Music/article/flea_breaks_arm_in_apparent_skiing_accident.
120. ↑  ”Archived copy”. Archived copy. Arkiverad från originalet den October 6, 2015. https://web.archive.org/web/20151006075749/https://twitter.com/flea333. Läst 4 augusti 2015.
121. ↑  ”Anthony Kiedis says new Red Hot Chili Peppers songs 'are as good as any we've ever written'”. Anthony Kiedis says new Red Hot Chili Peppers songs 'are as good as any we've ever written'. NME. October 16, 2015. http://www.nme.com/news/red-hot-chili-peppers/89058#LHowvCOeIkR8LXgB.99. Läst 16 oktober 2015.
122. ↑  ”2016 Europe Summer Festivals - RHCP News”. Redhotchilipeppers.com. Arkiverad från originalet den 2016-06-04. https://web.archive.org/web/20160604215608/http://redhotchilipeppers.com/news/491-2016-europe-summer-festivals. Läst 17 juni 2016. Arkiverad 4 juni 2016 hämtat från the Wayback Machine.
123. ↑  ”Red Hot Chili Family (@RHCFamily)”. Red Hot Chili Family (@RHCFamily). Twitter. 2012-07-07. https://twitter.com/RHCFamily. Läst 17 juni 2016.
124. ↑  ”New Red Hot Chili Peppers Album Is Almost Finished”. New Red Hot Chili Peppers Album Is Almost Finished. Alternative Nation. December 16, 2015. http://www.alternativenation.net/red-hot-chili-peppers-new-album-almost-finished/. Läst 16 december 2015.
125. ↑  ”Red Hot Chili Peppers' New Album Is 'In Home Stretch'”. Red Hot Chili Peppers' New Album Is 'In Home Stretch'. Alternativenation.net. February 1, 2016. http://www.alternativenation.net/red-hot-chili-peppers-album-in-home-stretch/. Läst 1 februari 2016.
126. ↑  ”Red Hot Chili Peppers finishing eleventh album with Radiohead producer”. Red Hot Chili Peppers finishing eleventh album with Radiohead producer. Kerrangradio.co.uk. March 22, 2016. http://www.kerrangradio.co.uk/music/news/red-hot-chili-peppers-finishing-eleventh-album-with-radiohead-producer/. Läst 22 mars 2016.
127. ↑  ”Elton John and the Red Hot Chili Peppers are to team up”. Elton John and the Red Hot Chili Peppers are to team up. mirror.co.uk. March 22, 2016. http://www.mirror.co.uk/3am/celebrity-news/elton-john-red-hot-chili-7610960. Läst 22 mars 2016.
128. ↑  ”Red Hot Chili Peppers - The Getaway”. Thegetaway.warnerbrosrecords.com. http://thegetaway.warnerbrosrecords.com/. Läst 17 juni 2016.
129. ↑  Kevin Rutherford (2016-05-18). ”Red Hot Chili Peppers Extend Alternative Songs Chart Record”. Red Hot Chili Peppers Extend Alternative Songs Chart Record. Billboard. http://www.billboard.com/articles/columns/chart-beat/7377475/red-hot-chili-peppers-extend-alternative-songs-chart-record. Läst 17 juni 2016.
130. ↑  Fulmer, Elias (2016-02-03). ”Red Hot Chili Peppers' Unreleased 1998 Song "Circle of the Noose" Leaks”. Alternativenation.net. http://www.alternativenation.net/red-hot-chili-peppers-unreleased-1998-song-circle-of-the-noose-leaks/. Läst 17 juni 2016.
131. ↑  Young, Alex (February 8, 2016). ”Red Hot Chili Peppers perform "Aeroplane" for first time in two decades”. Consequence of Sound. http://consequenceofsound.net/2016/02/red-hot-chili-peppers-perform-aeroplane-for-first-time-in-two-decades-watch/. Läst 8 februari 2016.
132. ↑  ”Anthony and iHeart Radio update”. Anthony and iHeart Radio update. redhotchilipeppers.com=May 15, 2016. Arkiverad från originalet den maj 19, 2016. https://web.archive.org/web/20160519130418/http://redhotchilipeppers.com/news/519-anthony-and-iheart-radio-update. Läst 15 maj 2016. Arkiverad 19 maj 2016 hämtat från the Wayback Machine. ”Arkiverade kopian”. Arkiverad från originalet den 19 maj 2016. https://web.archive.org/web/20160519130418/http://redhotchilipeppers.com/news/519-anthony-and-iheart-radio-update. Läst 24 september 2016.
133. ↑  ”Columbus Dispatch: Latest News”. Mobile.dispatch.com. http://mobile.dispatch.com/columdispatch/db/387121/content/Nfe3fopF. Läst 17 juni 2016.
134. ↑  Leight, Elias (16 juni 2016). ”Watch SoCal Skaters in Red Hot Chili Peppers' 'Dark Necessities' Video”. Rolling Stone. http://www.rollingstone.com/music/news/watch-socal-skaters-in-red-hot-chili-peppers-dark-necessities-video-20160616. Läst 16 juni 2016.
135. ↑  ”Red Hot Chili Peppers - We Turn Red [OFFICIAL AUDIO”. Red Hot Chili Peppers - We Turn Red [OFFICIAL AUDIO. YouTube. 2016-05-29. https://www.youtube.com/watch?v=I7rlCyvHejY&feature=share. Läst 17 juni 2016.
136. ↑  http://www.rollingstone.com/music/news/on-the-charts-red-hot-chili-peppers-cant-dethrone-drake-20160626
137. ↑  ”Arkiverade kopian”. Arkiverad från originalet den 29 oktober 2016. https://web.archive.org/web/20161029200119/http://www.vintagevinylnews.com/2016/06/this-is-getting-ridiculous-ret-hot.html. Läst 24 september 2016.
138. ↑  ”Red Hot Chili Peppers' 'Dark Necessities' Only 4th Song to Top Mainstream Rock, Alternative & Adult Alternative Charts”. Red Hot Chili Peppers' 'Dark Necessities' Only 4th Song to Top Mainstream Rock, Alternative & Adult Alternative Charts. http://www.billboard.com/biz/articles/7460888/red-hot-chili-peppers-dark-necessities-only-4th-song-to-top-mainstream-rock.
139. ↑  Ivie, Devon (9 september 2016). ”Anthony Kiedis Makes a White-Painted Saturday Night Fever Homage in the Red Hot Chili Peppers’ ‘Go Robot’ Video”. Vulture. http://www.vulture.com/2016/09/watch-the-new-red-hot-chili-peppers-music-video-go-robot.html.
140. ↑  jomatami (15 december 2017). ”RHCP to Spend 2018 Off the Road” (på engelska). ultimate-guitar.com. https://www.ultimate-guitar.com/news/general_music_news/rhcp_to_spend_2018_off_the_road.html. Läst 5 november 2018.
141. ↑  Buchanan, Brett (13 oktober 2018). ”Red Hot Chili Peppers Announce When New Album Will Come Out” (på engelska). alternativenation.net. https://www.alternativenation.net/red-hot-chili-peppers-announce-new-album-will-come/. Läst 5 november 2018.
142. ↑  Grow, Korey (10 februari 2019). ”Grammys 2019: Watch Post Malone, Red Hot Chili Peppers Team for Rap-Rock Medley” (på engelska). Rolling Stone. https://www.rollingstone.com/music/music-news/grammys-2019-watch-post-malone-red-hot-chili-peppers-team-for-rap-rock-medley-791786/. Läst 16 december 2019.
143. ↑  Trapp, Philip (21 mars 2019). ”Red Hot Chili Peppers Make Appearance in New Post Malone Video” (på engelska). loudwire.com. https://loudwire.com/red-hot-chili-peppers-appearance-post-malone-video/. Läst 16 december 2019.
144. ↑  ”Additional OZ/NZ Shows” (på engelska). redhotchilipeppers.com. 22 november 2018. Arkiverad från originalet den 28 november 2018. https://web.archive.org/web/20181128075313/https://redhotchilipeppers.com/blog/news/457376/second-sydney-auckland-shows-announced. Läst 16 december 2019.
145. ↑  Lewis, Rebecca (17 februari 2019). ”The Red Hot Chili Peppers first Tasmania show ever halted after epic tech blunder” (på engelska). metro.co.uk. https://metro.co.uk/2019/02/17/red-hot-chili-peppers-first-tasmania-show-ever-halted-epic-tech-blunder-8649339/. Läst 16 december 2019.
146. ↑  Hartmann, Graham (16 januari 2019). ”Red Hot Chili Peppers to Perform at Egypt’s Pyramids of Giza” (på engelska). loudwire.com. https://loudwire.com/red-hot-chili-peppers-egypt-pyramids-of-giza/. Läst 16 december 2019.
147. ↑  Schatz, Lake (4 oktober 2019). ”Red Hot Chili Peppers Josh Klinghoffer announces debut solo album as Pluralone” (på engelska). Yahoo!. https://www.yahoo.com/entertainment/red-hot-chili-peppers-josh-171249395.html. Läst 16 december 2019.
148. ↑  Flood, Alex (4 februari 2022). ”Red Hot Chili Peppers: “We feel fresh, like a new band”” (på engelska). NME. https://www.nme.com/big-reads/red-hot-chili-peppers-cover-interview-2022-unlimited-love-3152682. Läst 1 juli 2022.
149. ↑  Zhu, Jude (31 mars 2022). ”Red Hot Chili Peppers Reflect on Their LA Beginnings at Hollywood Walk of Fame Ceremony: ‘I Know This Street Inside Out’” (på engelska). Billboard. https://www.billboard.com/music/rock/red-hot-chili-peppers-hollywood-walk-of-fame-star-1235053308/. Läst 1 juli 2022.
150. ↑  Grobel, Lawrence (2002). ”Anthony Kiedis” (på engelska). Penthouse. http://anthonykiedis.net/magazine-scansarticles/2000-2005/2002-2/penthouse-jan-2002/. Läst 20 augusti 2020.
151. ↑  Tanamor, Jason. ”Chad Smith of Red Hot Chili Peppers Talks About the Band’s Sound and Longevity. - Interview” (på engelska). zoiksonline.com. Arkiverad från originalet den 30 juni 2017. https://web.archive.org/web/20170630104625/http://www.zoiksonline.com/2012/08/chad-smith-of-red-hot-chili-peppers.html/. Läst 20 augusti 2020.
152. ↑  Graff, Gary (6 mars 2012). ”John Frusciante Won't Attend Rock Hall Induction of Chili Peppers” (på engelska). Billboard. https://www.billboard.com/articles/news/502875/john-frusciante-wont-attend-rock-hall-induction-of-chili-peppers. Läst 20 augusti 2020.
153. ↑  Flanary, Patrick (4 maj 2012). ”Ex-Chili Peppers Guitarist Feels 'Dishonored' By Rock Hall 'Snub'” (på engelska). Billboard. https://www.billboard.com/articles/news/489094/ex-chili-peppers-guitarist-feels-dishonored-by-rock-hall-snub. Läst 20 augusti 2020.
154. ↑  Rolling Stone (31 maj 2012). ”500 Greatest Albums of All Time” (på engelska). Rolling Stone. https://www.rollingstone.com/music/music-lists/500-greatest-albums-of-all-time-156826/dolly-parton-coat-of-many-colors-32363/. Läst 20 augusti 2020.

### Engelska originalcitat
1. ↑  "It's absolutely John's place to be in that band ... I'm happy that he's back with them."
2. ↑  ""Certainly Anthony's singing style and voice lends itself to being unique, and nobody sounds like him. The cool thing about it is we can play any style of music whether it's hard and fast, or loud or quiet, slow or medium, whatever it is; rock or funk, and it still sounds like us. I'm proud of that because sometimes bands don't have that strong personality where you go, 'Oh, that's boom, right away.'"